# Piràmide de Micerí

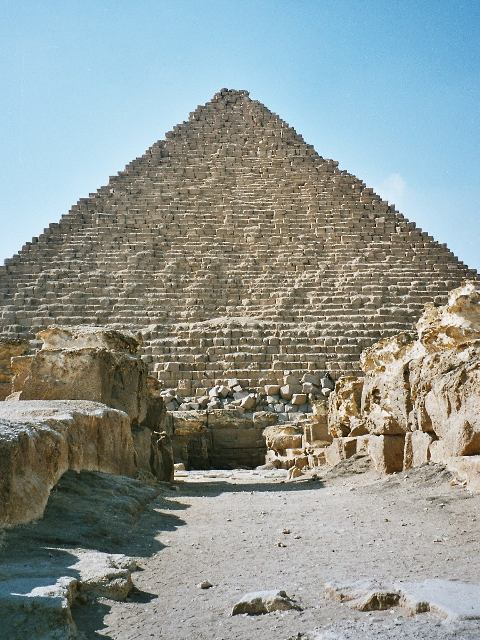
Piràmide de Micerí

La piràmide de Micerí (Piràmide de Menkaure) és l'estructura principal del complex funerari del faraó Menkaure o Micerí (grec Micerinos), que també conté un temple funerari i unes quantes piràmides més petites. La piràmide formava part d'un complex funerari que es va construir, en part, durant el regnat del faraó, i la resta més tard pel seu fill Shepseskaf.
Es va construir al darrer lloc que restava a la plana de Guiza. El seu nom fou "Menkaure és diví".
El primer que la va visitar en èpoques recents fou Vyse, el 1837. Després van seguir Lepsius, Petrie, Reisner i d'altres. Aquest darrer la va excavar des del 1906 fins al 1924.
El material què es van utilitzar principalment va ser la pedra calcària.

## El complex funerari

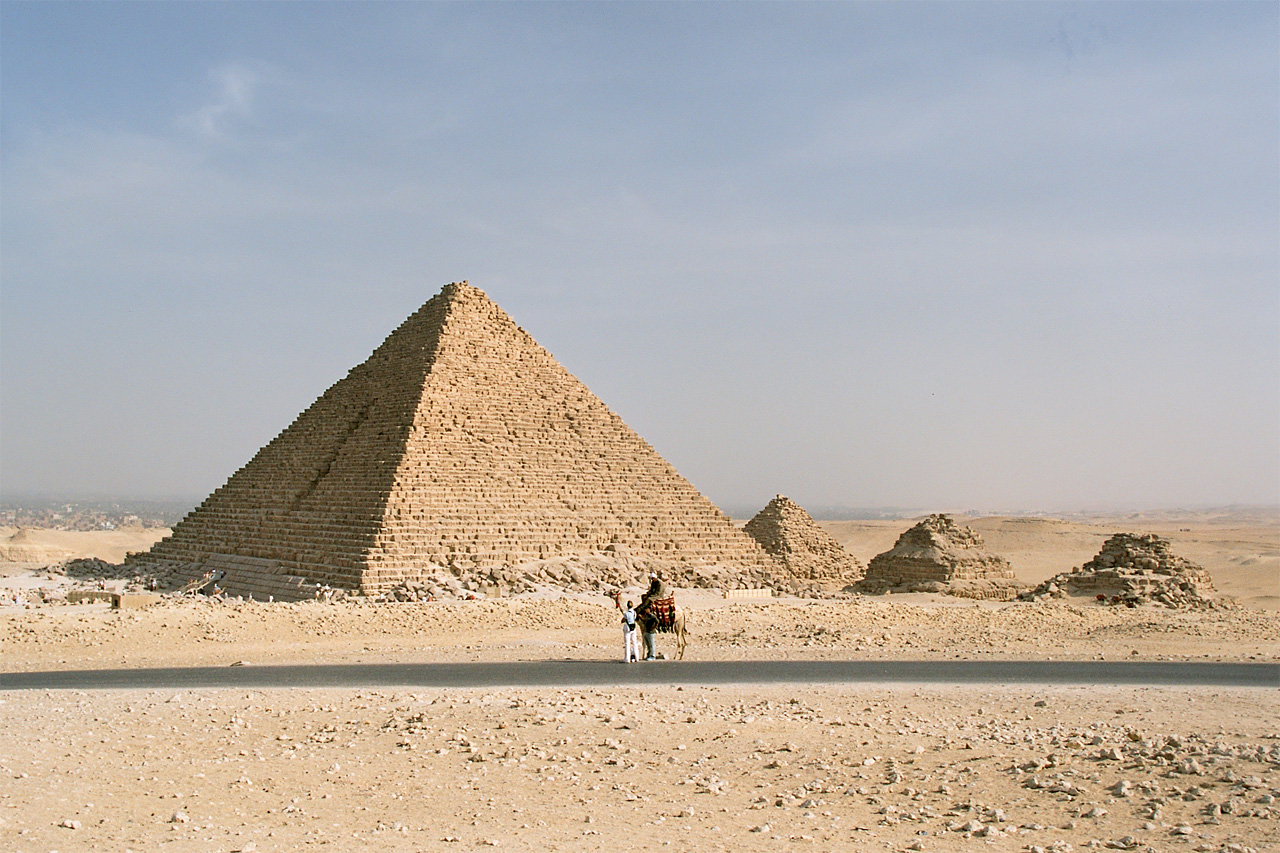
La piràmide de Micerí i les tres piràmides de les reines vistes des del nord-est del complex

El complex funerari de Menkaure és el tercer i darrer gran emplaçament reial edificat a Guiza, durant la dinastia IV d'Egipte.
El conjunt presenta un pla regular on s'alineen els diferents elements constitutius del complex piramidal egipci amb el temple de culte del rei difunt, situat contra la cara est de la piràmide, unit a un temple inferior o temple de la vall per una llarga calçada de més de sis-cents metres de longitud. Aquesta calçada, en altres temps coberta, és perfectament recta, al contrari dels exemples de les calçades de les piràmides de Kheops i de Khefren, que presenten una desviació dels eixos principals de llurs complexos monumentals.
Al voltant del monument reial de Micerí es troben les necròpolis i altres tombes de prínceps i reines que completen i acompanyen la tomba del rei, el culte al qual es mantingué al llarg de tot l'Antic Imperi.
Més enllà de les tres piràmides de les reines situades al flanc sud de la piràmide del rei, hom troba al sud-est del temple funerari una necròpoli dels sacerdots del culte al rei, instal·lada aprofitant la pedrera que serví per a la construcció dels monuments. Una segona necròpolis es va instal·lar al nord de la calçada dominada per la tomba de la reina Khentkaus I, ascendent de Menkaure, la qual de vegades és qualificada com a Quarta Piràmide de Gizeh. Davant d'aquesta tomba, una calçada contigua a una vila de sacerdots és unida al port desembarcador situat per sota del temple de la vall de Micerí.

Mapa de les piràmides de Guiza.

## La piràmide

### La superestructura

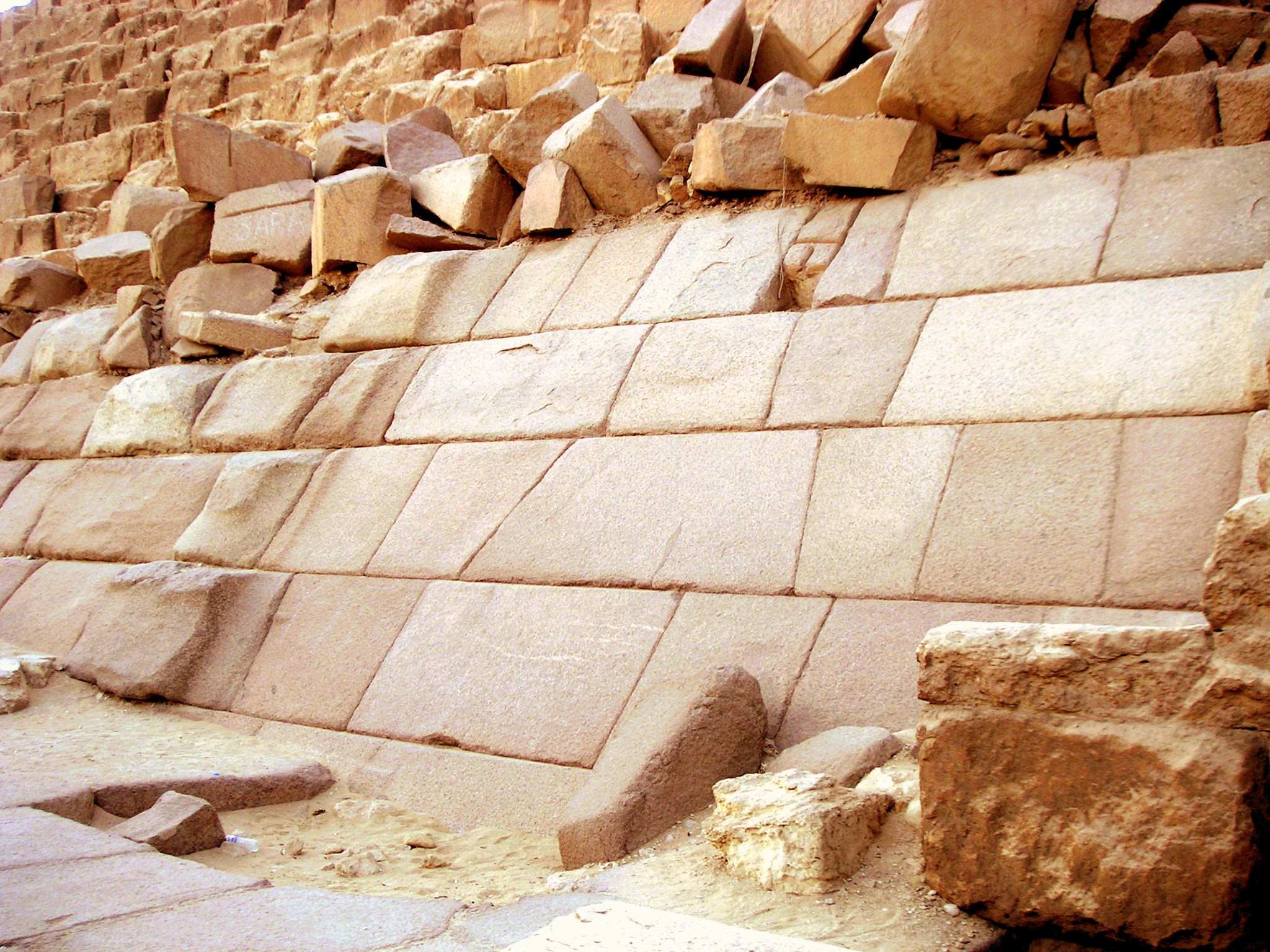
Revestiment de granit a la piràmide de Micerí

La base de la piràmide és un quadrat gairebé regular de 104.6 metres de costat. L'angle d'inclinació de les cares és de 51° 20′ i comporta l'elevació del monument, de manera inicial, a prop dels 65 metres d'alçada.
Com en el cas de la Piràmide de Khefren, en ser irregular el sòl de l'indret els arquitectes van haver de reajustar el conjunt mitjançant enormes blocs de pedra, a fi i efecte de preparar l'edificació de la piràmide. Per aconseguir-ho, els talladors de pedra anivellaren l'altiplà calcari triat per a l'edificació del complex en la seva part occidental, tallant de manera regular i sistemàtica grans monòlits. Aquests últims foren recol·locats allà on calia, és a dir, a l'est i al sud del perímetre del monument, no lluny d'on es van extreure. Un cop retallats i reajustats, constitueixen un realçament del sòl que arriba al nivell dels fonaments sobre els quals s'eleva la piràmide. S'utilitzarà el mateix procediment per edificar el temple superior alt de la piràmide, així com el passadís que condueix a la calçada que unia el conjunt a la vall. Aquest treball és considerable i demostra bastant bé com era de gran la pedrera que es va fer servir.
La piràmide en si es compon de grans blocs de pedra calcària locals extrets de pedreres properes. Ajustats en assentaments regulars, formen les grades sobre les quals es recolzen els blocs del recobriment.
Al principi, la piràmide estava recoberta amb granit vermell d'Assuan en els seus primers setze assentaments des de la base, és a dir, més de vint metres d'alçada i, després, el seu recobriment era de pedra calcària fins al piramidó, que va desaparèixer i del qual no se sap si estava fet originalment amb granit o amb pedra calcària. En l'actualitat ja no queda res del revestiment, llevat dels primers rengles coberts de granit. L'explotació per part dels picapedrers de l'edat mitjana dels monuments faraònics es concentrà en els materials de qualitat, que eren les fines pedres calcàries de Tura.
És igualment d'aquesta època que data la "sagnia" que esventra la cara nort de la piràmide. El sultà aiúbida Al-Aziz Uthman ibn Salah-ad-Din, fill i hereu de Saladí, a la recerca de l'accés de la piràmide, ordenà que aquesta fos perforada al segle xii. Els seus miners, basant-se en llur experiència adquirida en les grans piràmides veïnes, atacaren immediatament la cara nord a una alçada d'una vintena de metres en el recobriment de la piràmide, tot esperant descobrir-hi l'entrada del monument. En no trobar-hi res, prosseguiren picant i perllongant la bretxa. Per bé que aquesta destrucció és irremeiable i desfigura la cara nord del monument, permet d'altra banda estudiar-ne la seva constitució interna i revela que la piràmide havia estat concebuda, en principi, com una piràmide de sis o set graons, tres dels quals són actualment visibles i, després, fou acabada com a piràmide de cares llises amb el farciment dels graons amb assentaments successius, recoberts per l'embolcall de la piràmide que li confereixen així el seu aspecte de piràmide de cares llises.
Al segle xix els exploradors Caviglia i Vyse, a la recerca igualment de l'entrada de la piràmide, aplicaren també aquest mateix raonament i, per tant, el mateix camí que el sultà egipci. Van excavar un profund pou al cor de la maçoneria, tot esperant descobrir-hi les cambres interiors de la piràmide, però sense resultats. Caviglia no dubtà pas, llavors, a fer saltar pels aires els primers rengles del monument i a excavar-hi un túnel. En aquella mateixa època, el recobriment de granit començà a ser desmuntat per ordre de Muhàmmad Alí Paixà, que l'utilitzà per a la construcció de l'arsenal d'Alexandria.
L'accés a la infraestructura de la piràmide no fou descobert fins al 1837 per Vyse, a quatre metres del sòl, gairebé a la perpendicular de la rasa de l'edat mitjana, no lluny dels intents dels seus predecessors.

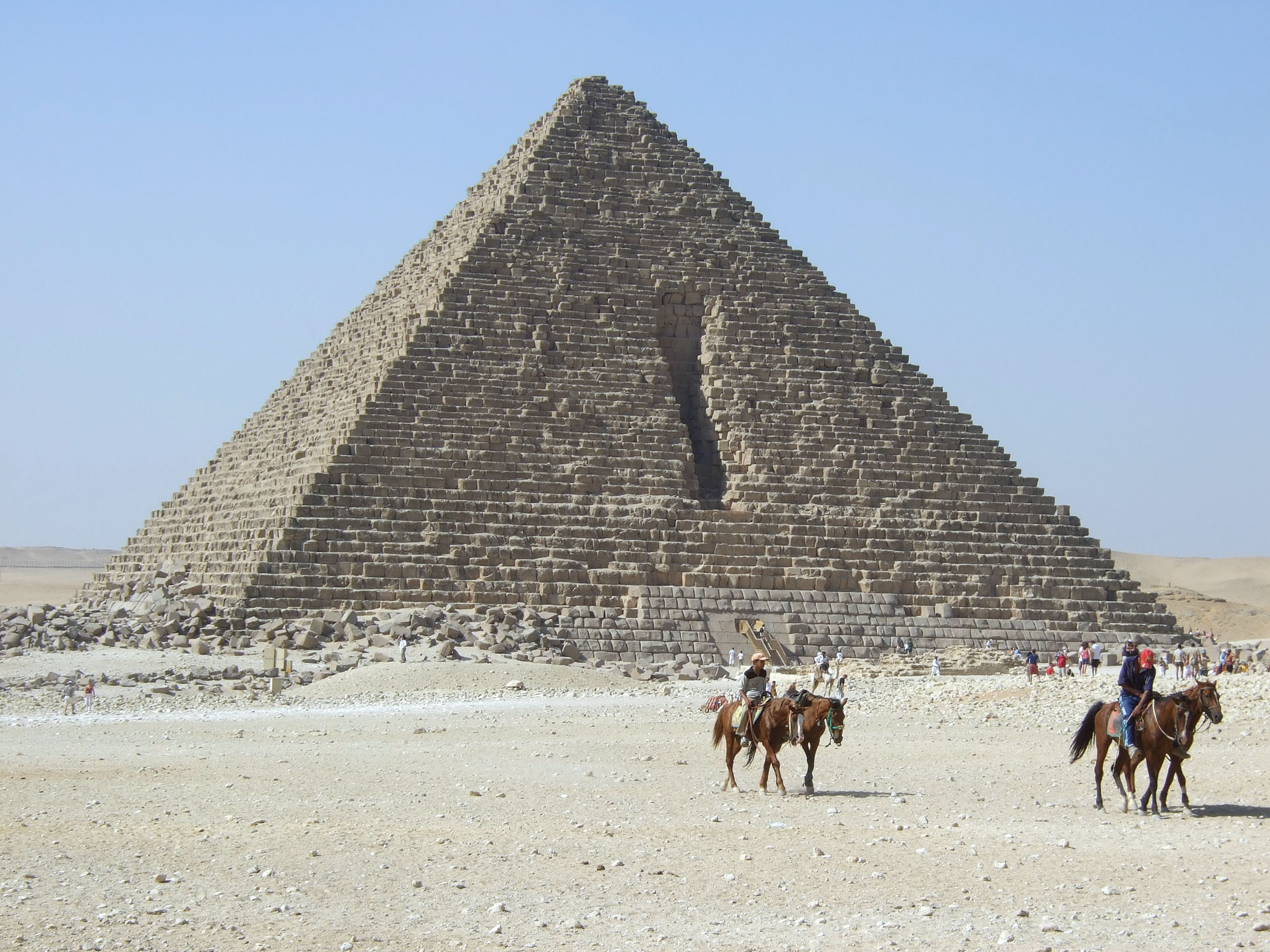
Vista de la piràmide des del nord-oest
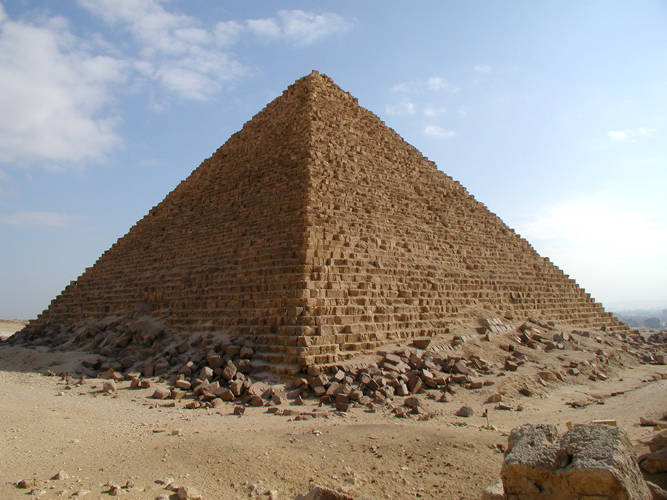
Angle sud-oest de la piràmide
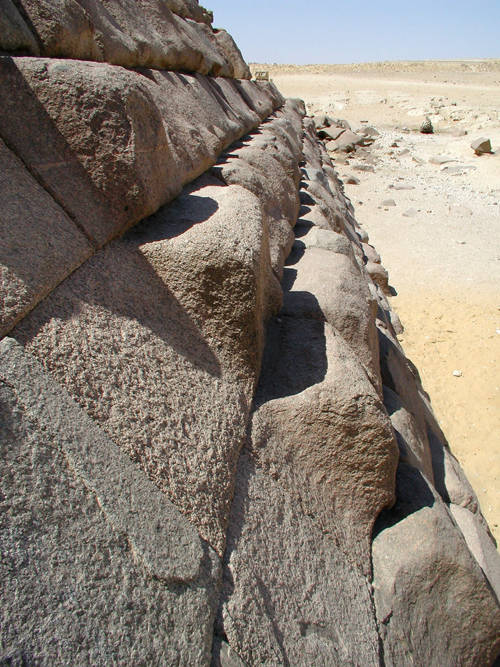
Blocs de recobriment de granit
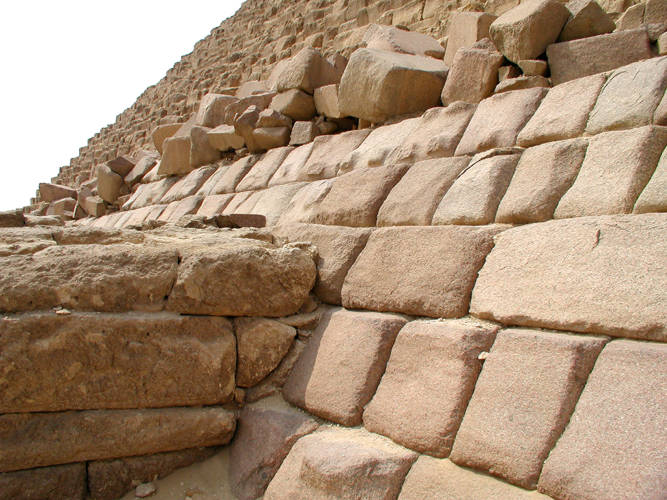
Blocs de recobriment de granit
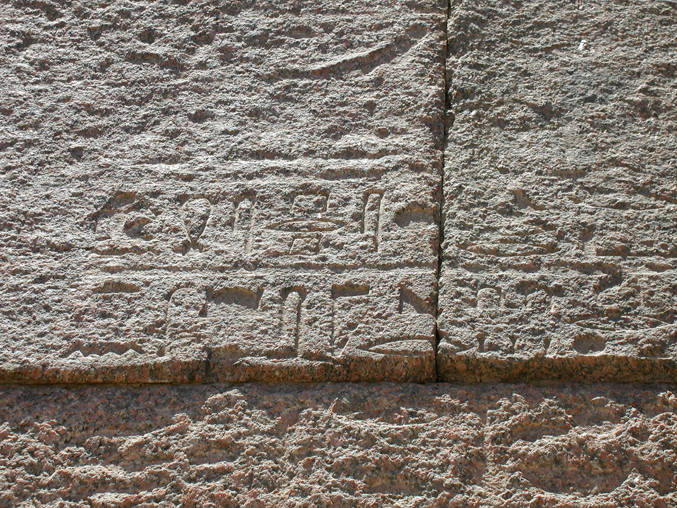
Inscripció situada a sobre de l'entrada nord de la piràmide
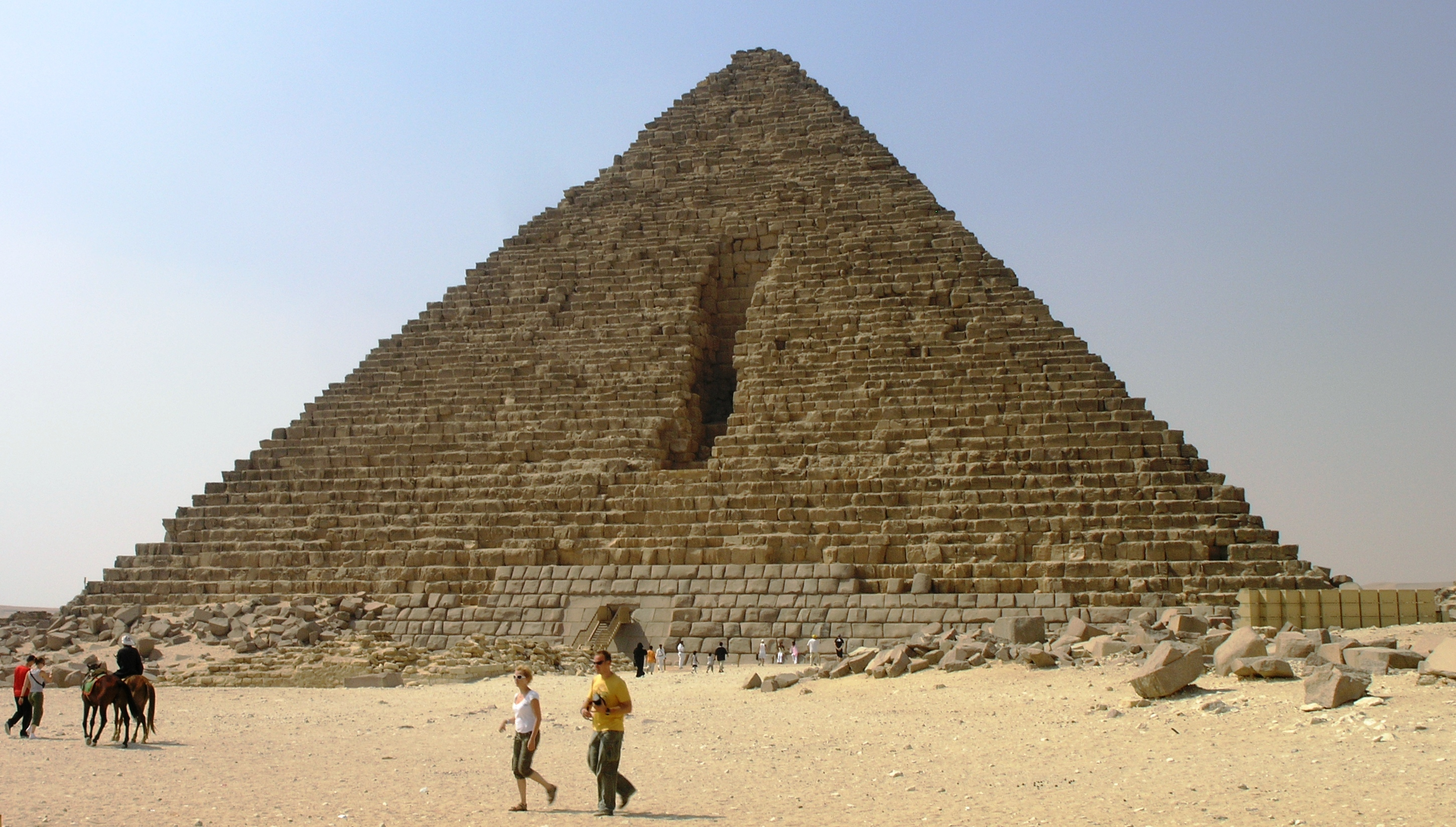
Cara nord de la piràmide de Menkaure
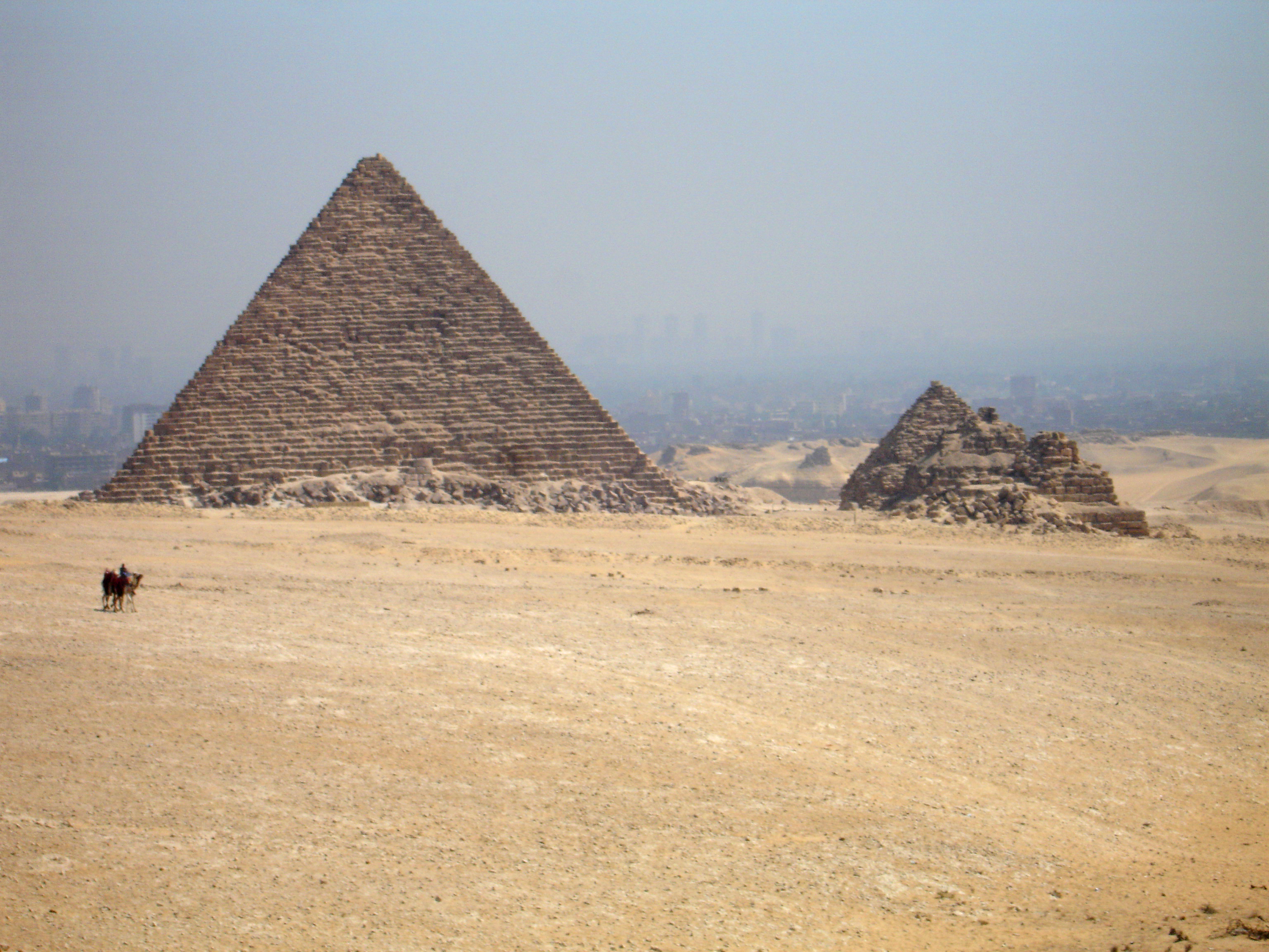
Cara oest de la piràmide de Menkaure

### Els departaments funeraris
L'entrada dels departaments funeraris s'ha situat tradicionalment a la cara nord de la piràmide.

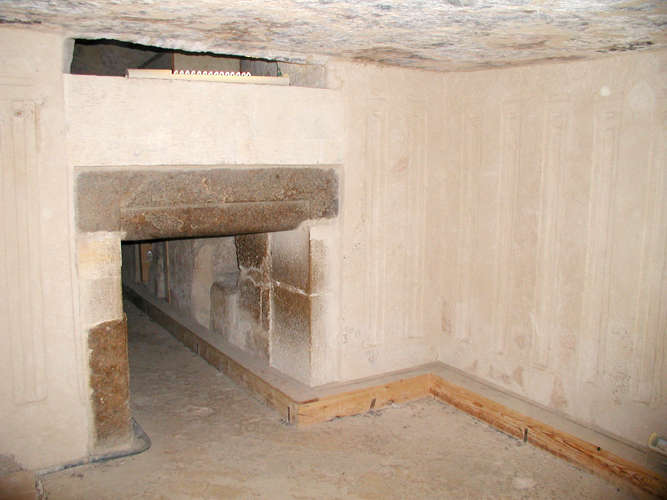
La cambra decorada al davant del palau

Després d'haver travessat el cos del monument, un passadís s'enfonsa al sòl rocallós i desemboca en una primera avantcambra al pla rectangular, les parets de la qual estan decorades amb motius esculpits a la façana del palau. És el primer cop que hom troba aquesta mena de decorat dins d'una piràmide. Els monuments dels predecessors de Menkaure no presenten cap decoració esculpida.
Immediatament després d'aquesta cambra es troba la cambra dels rastells, que disposa d'un dispositiu de tres rastells de granit que barren el pas a la resta dels departaments funeraris, constituïda per un passadís de pendent suau que duu a una gran estança rectangular, amb orientació est-oest, que dona a una petita alcova que devia servir inicialment de cambra funerària. És en aquesta estança on Howard Vyse va descobrir un sarcòfag de fusta que tenia una inscripció amb el nom de Menkaure, i que contenia encara restes humanes embolcallades amb una tela gruixuda. Des d'aleshores, aquest sarcòfag es conserva al Museu Britànic i si bé els ossos descoberts a l'interior han revelat que es tracta d'un home, llur datació no excedeix els dos mil·lennis, per la qual cosa es demostra que es tracta d'una inhumació tardana. El sarcòfag ha estat datat com a pertanyent a l'època saita, un fet que confirma que la tomba ja havia estat profanada i necessità la intervenció dels sacerdots per a restaurar el que encara podria ser.

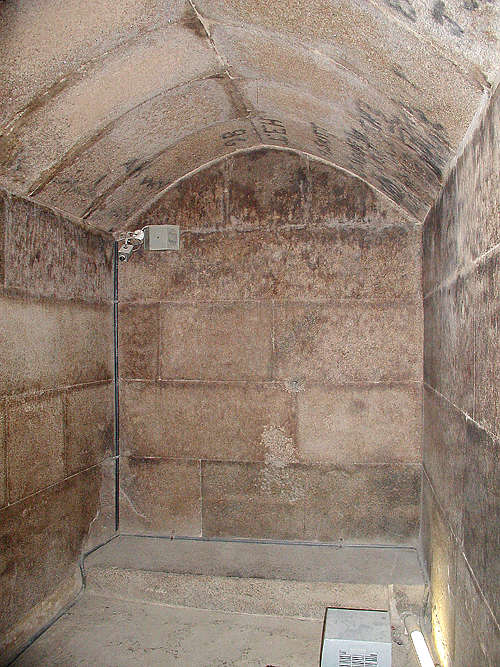
Cambra mortuòria de granit de Menkaure

L'exploració d'aquesta estança també va revelar un segon corredor paral·lel al primer i situat per sobre de la primera. Perllongada per una altra rampa que ascendeix al centre de la piràmide, el segon dispositiu s'interpreta com un canvi en els plans fets durant la construcció de la piràmide. Hauria estat el passadís d'entrada del projecte inicial i, lògicament, hauria portat a la part exterior de la piràmide al mig del revestiment de pedra calcària. Abandonat, aquest passadís és un atzucac.
Un tercer dispositiu va ser descobert a la cambra rectangular. Situat a terra, un passadís descendeix a una gran sala de més de sis metres de longitud i seixanta metres d'ample. Orientada de nord a sud, aquesta vegada està revestida de granit vermell d'Assuan i coberta amb grans bigues de granit disposades en un disseny en cabiró, el sofit de la qual va ser retallat en forma d'arc, la qual cosa li dona l'aparença d'una volta.
És en aquesta cambra funerària que es va descobrir el sarcòfag original del rei. Es va fer amb basalt i es va decorar amb un motiu de la façana del palau. Sobre els seus quatre costats llargs apareixen quatre bastions que sobresurten i emmarquen tres portes fictícies. Els petits laterals repeteixen el mateix dispositiu de dos bastions i un dispositiu de porta falsa. Tot això està emmarcat per un toro i rematat amb una cornisa amb forma de gola egípcia.

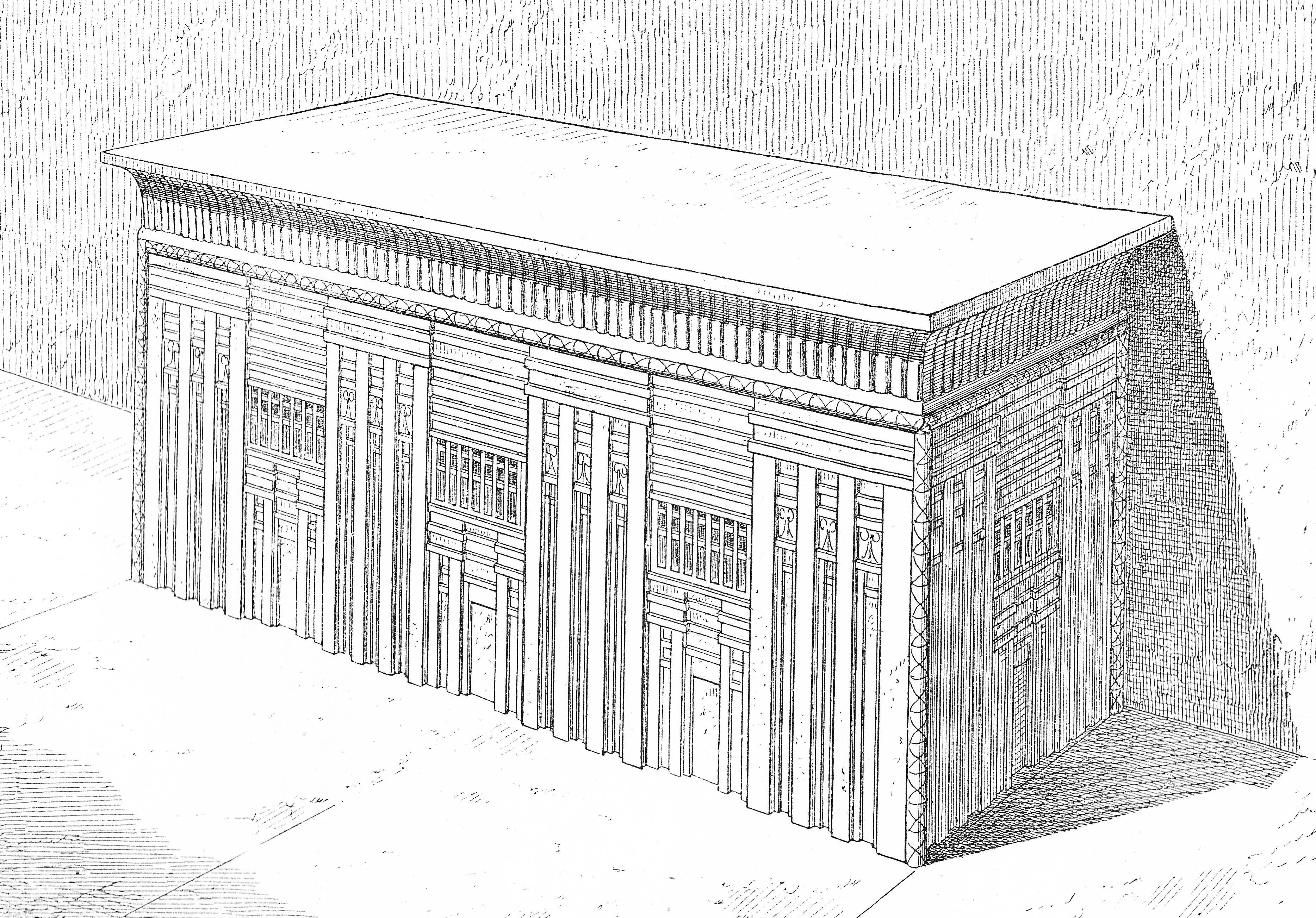
El sarcòfag de Menkaure trobat a la volta de la seva piràmide a Guiza

Aquest sarcòfag únic i excepcional per aquesta primerenca època de la història de l'art egipci va ser enretirat poc després del seu descobriment al fi i efecte de ser exposat en les col·leccions del Museu Britànic. Per a això, Vyse va ordenar treure les parets de granit que vorejaven el passadís fins a la cambra funerària del sarcòfag del rei, atès que aquest és massa gran per passar per allà. Per la mateixa raó eliminà els suports verticals de la porta d'accés a la cambra dels rastells, raó per la qual només la llinda i la part inferior dels suports segueix sent allà en l'actualitat. El sarcòfag va ser finalment tret de la piràmide per la rampa a costa d'un gran esforç; el seu volum ocupava gairebé tot l'espai de la sala. S'empaquetà en una caixa, s'encaminà fins a Alexandria i es va embarcar per a Anglaterra. Però el Beatrice, el vaixell que el transportava, junt amb altres antiguitats a Londres, va patir una violenta tempesta a la costa d'Espanya i es va enfonsar el 1838 amb tota la seva càrrega. Es manté com l'únic testimoni del sarcòfag de Micerí un dibuix fet per Perring, que després va assistir Howard Vyse en les seves tasques d'exploració de piràmides per compte del Museu Britànic.
Poc abans de l'accés a la cambra funerària de granit, una porta col·locada a la paret nord del vestíbul d'entrada dona a una escala de sis esglaons amb una sèrie de sis magatzems disposats en forma de dents de pinta excavades a la roca i la destinació dels quals és generalment interpretada com les cambres en les quals es van conservar els pots i anells canopis i les corones de l'Alt i el Baix Egipte.
Sembla ser, doncs, que es van succeir tres projectes per a tomba del rei. Primer un, de dimensió modesta, que correspon al passadís sense acabar. Una segona ampliació del projecte original amb una avantsala, una cambra de rastells, una gran sala abans d'una cambra funerària funerària, que finalment fou abandonat. Finalment, un tercer projecte és inscrit en el segon per l'obertura d'un passadís subterrani que condueix directament a una cambra funerària amb el magatzem de granit, per a albergar el viàtic funerari del rei. Si el primer projecte sembla ser, en efecte, abandonat, és possible que el segon i tercer fossin planejats i duts a terme al mateix temps, el que explicaria la mida de la gran sala rectangular que hauria servit com a marge de maniobra per posar els blocs i bigues de granit que recobreixen la cambra funerària del rei.
Aquesta és la primera vegada que es desenvolupen també els departaments funeraris d'una piràmide reial. Les tombes reials contemporànies reprendran desenvoluparan els elements dels departaments funeraris de la piràmide de Menkaure. Hom citarà els exemples de les tombes de Khentkaus I i Shepseskaf i les piràmides reials de V Dinastia Egipte en conservaran els elements directors, entre els quals l'avantcambra que precedeix la cambra dels rastells, la volta divida en una avantcambtra i una cambra del sarcòfag, a més de les cambres-magatzems, la funció de les quals encara no ha estat aclarida en l'actualitat.
La decoració de la primera avantcambra i el sarcòfag de Menkaure, però, roman inèdita i hom no trobarà decorats tan elaborats en les piràmides reials abans de la dinastia VI, o sigui, un segle i mig més tard. En aquest sentit, la piràmide de Menkaure és una excepció i és el prototip de les piràmides clàssiques d'èpoques ulteriors.

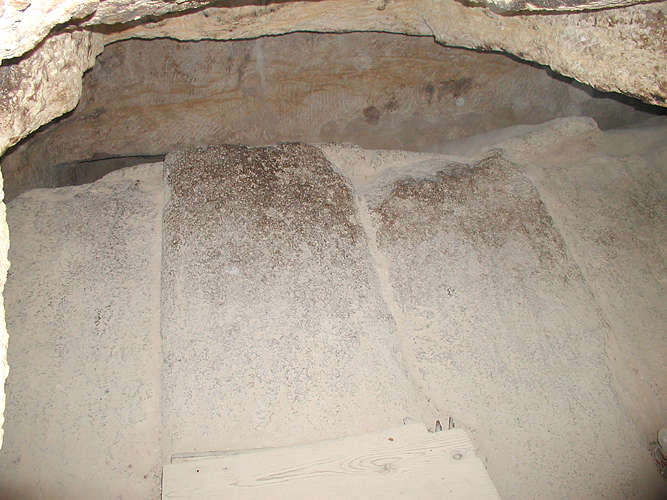
La superfície superior de l'arc de granit de la cambra funerària
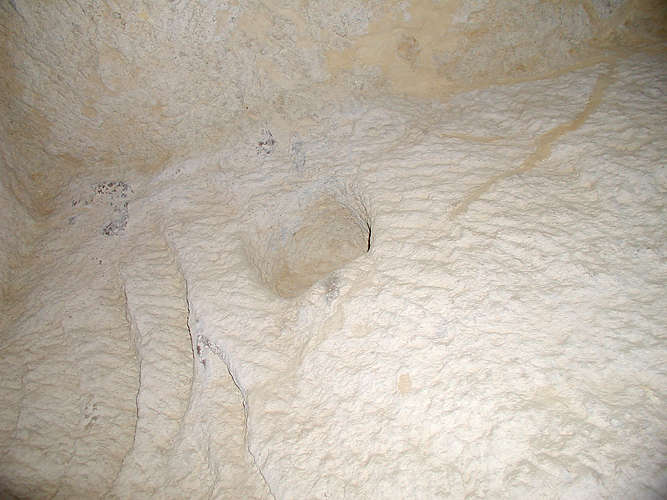
Detall d'un passadís amb rastells
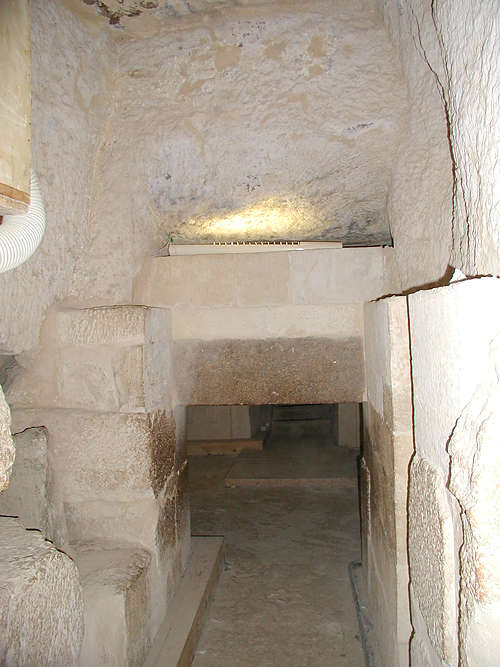
Passadís amb rastells
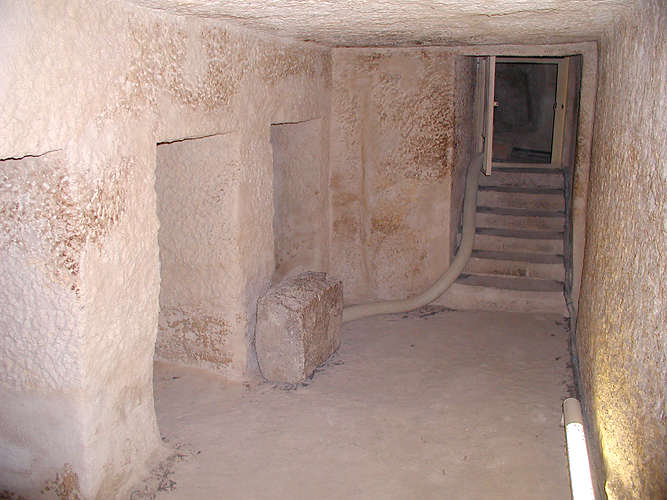
Cambra dels nínxols
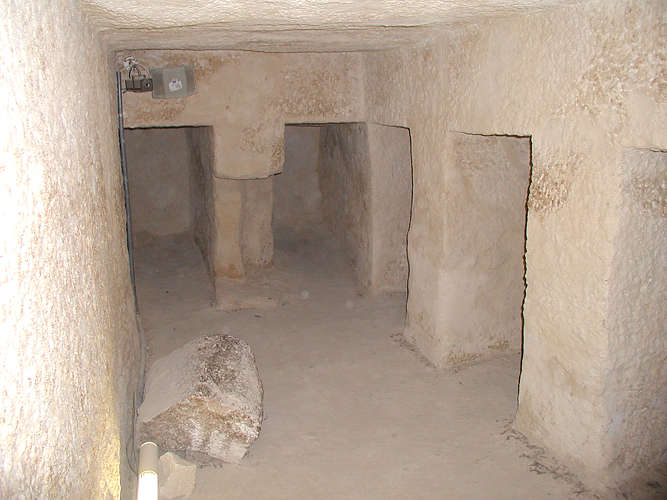
Cambra dels nínxols
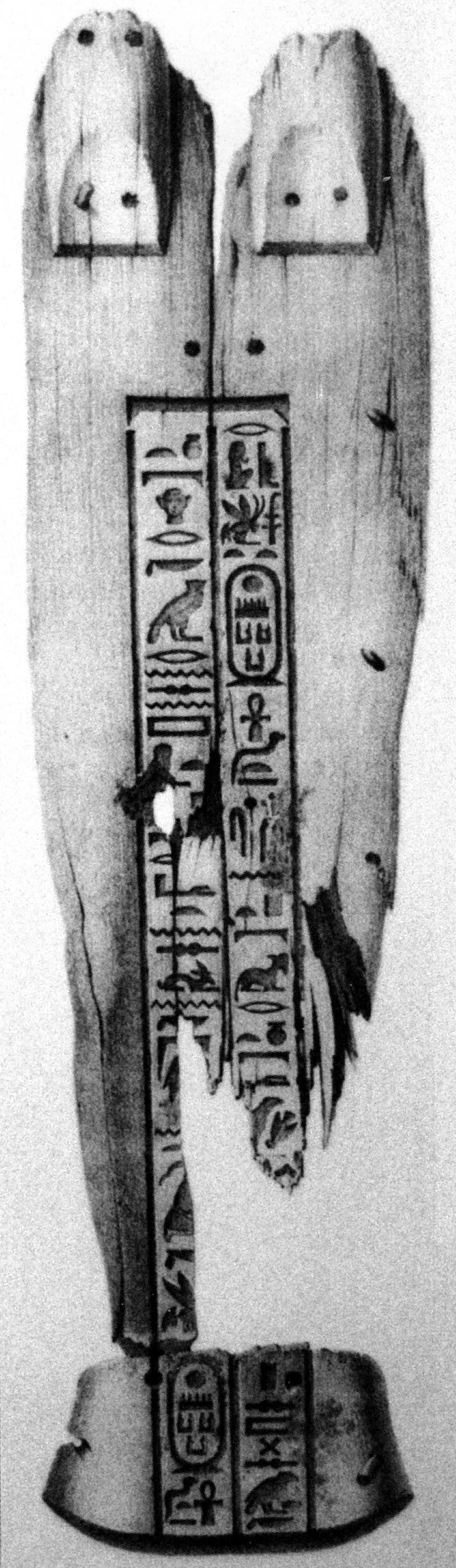
Sarcòfag de fusta amb el nom de Menkaure conservat avui al Museu Britànic

## El temple major

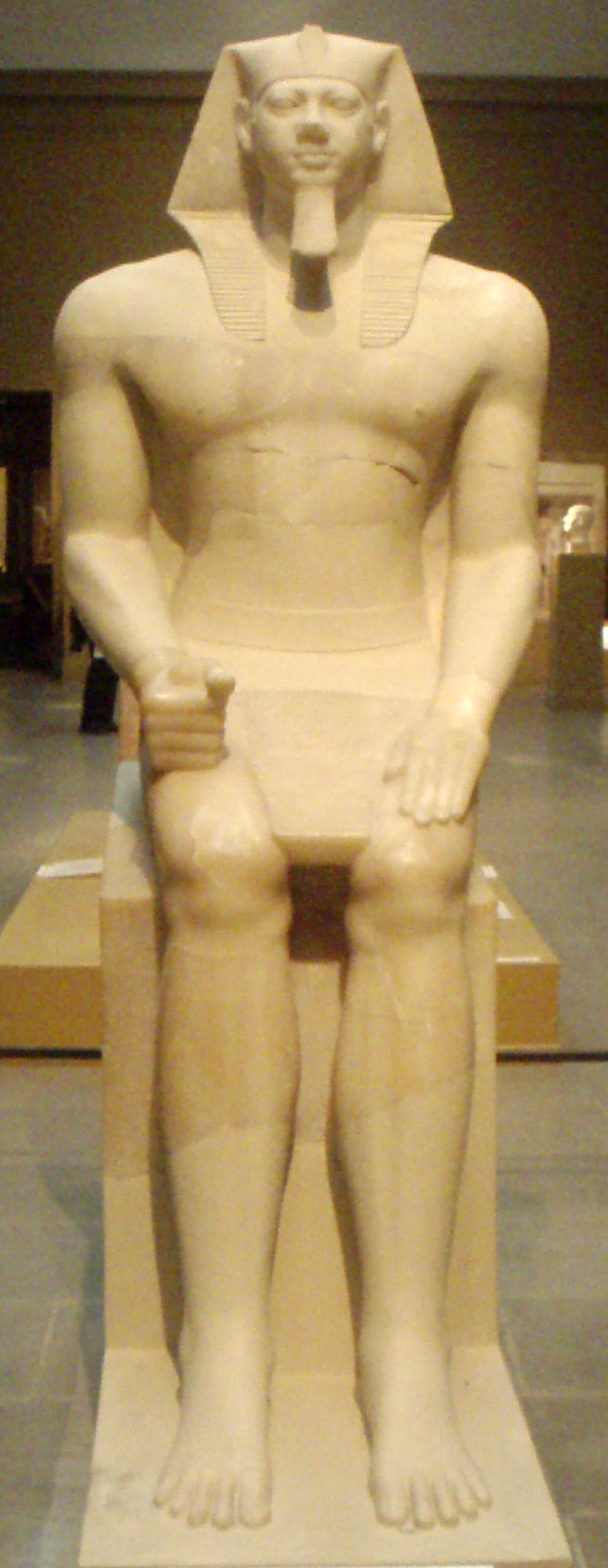
Colós de Menkaure fet d'alabastre, descobert dins el temple funerari

El temple funerari del culte a Menkaure es troba a l'est de la piràmide del rei. No és adjacent al costat de la piràmide, però està separat per un períbol, dins del qual hi ha la capella d'adoració.
El temple en si, ampli i construït de pedra calcària, es compon d'un gran celobert que dona accés a les cambres interiors i magatzems que albergaven les ofrenes de menjar i materials d'adoració per als rituals quotidians que es practicaven. Al costat nord, un corredor donava accés a la part posterior del temple, al períbol i la capella que albergava la tomba del rei, objecte de culte que es realitzava en aquests llocs. La capella consistia en un petit celobert. Al costat de la part est de la piràmide, el revestiment es va netejar, i contenia l'estela funerària que avui ha desaparegut. Davant d'aquest pati hi havia una avantcambra coberta amb accés a una capella annex situada al sud del pati. El conjunt era simplement accessibles des del períbol de la piràmide per una porta col·locada a la paret nord de l'avantcambra. Ulteriorment, el conjunt fou engrandit amb l'addició d'una nova avantcambra abans de la primera i que dona accés a una sèrie de cinc petites sales o capelles que dupliquen així el dispositiu inicial i probablement compleixen els requisits del culte reial en les dinasties posteriors.
Estàtues d'alabastre fragmentàries van ser descobertes al temple per George Andrew Reisner que va fer del 1906 al 1924 extenses excavacions en el lloc. Aquests fragments es conserven des de llavors al Museu de Belles Arts de Boston, alguns dels quals han estat ajuntats de nou, fet que ha permès restaurar l'estàtua. Un cop restaurat, tenim una gegantina estàtua del rei, amb un nemes al cap i vestit amb un efod de lli finament allisat.
L'estudi del monument va revelar dues fases de construcció que desenvoluparen del pla inicial: un primera en temps de Menkaure, i una segona en l'època del seu successor Shepseskaf, que acabà el complex.
Les parets del temple estan fetes d'enormes blocs de pedra calcària monolítica, alguns dels quals pesen més de dues-centes tones. L'interior del temple es cobreix amb pilars de granit que sostenen el sostre a les cambres interiors, que també eren de granit vermell d'Assuan.
En aquesta primera fase de la construcció del complex, el pati del temple devia estar dotat de pòrtics de pilars de granit i els seus murs estarien revestits amb un material del mateix tipus que el de les murs de la piràmide.
Així, si els arquitectes de Menkaure havien previst que el temple funerari i la piràmide estiguessin completament coberts de granit, el traspàs del rei va deixar l'obra inacabada. El seu successor va heretar el tron i, al mateix temps, la càrrega de completar la construcció del complex de la piràmide del seu pare. En va modificar el pla original i emprà llavors materials menys costosos i més pràctics per accelerar la seva finalització. Els pòrtics van ser suprimits i substituïts per un revestiment de maó en el qual hi van col·locar, a intervals regulars, nínxols que imitaven l'escena d'una façana de palau. Aquests són l'única decoració del monument. No s'ha descobert cap relleu en aquest temple.
Seguint la mateixa cronologia d'edificació en un primer moment, la part més interior del temple va ser dissenyada en un pla molt simple, que consisteix en una sala de columnes distribuïdes al nord i al sud, passadissos de simples cambres que fan la funció de magatzems. Després de la mort del rei, els arquitectes de Shepseskaf van ampliar el pla i desenvoluparen i multiplicaren els passadissos i les habitacions.
Després d'un desastre que deixà molt danyat el complex de la piràmide, tota la part occidental del temple i la capella d'adoració van ser restaurades a la Dinastia VI. Fou probablement durant el regnat de Pepi II que aquesta restauració es va dur a terme, car a dins del temple funerari s'hi ha trobat una estela amb el seu nom, la qual cosa testimonia que més d'un segle i mig després de la mort de Menkaure el temple encara estava actiu i era objecte de certa atenció per part dels faraons regnants.
L'ambiciós projecte de Menkaure de construir una piràmide i un temple funerari de granit mai no va veure la llum del dia, però el seu culte va passar a través dels segles, fins al final de l'Antic Imperi, tal com ho testifiquen l'ús i cura del seu temple funerari.

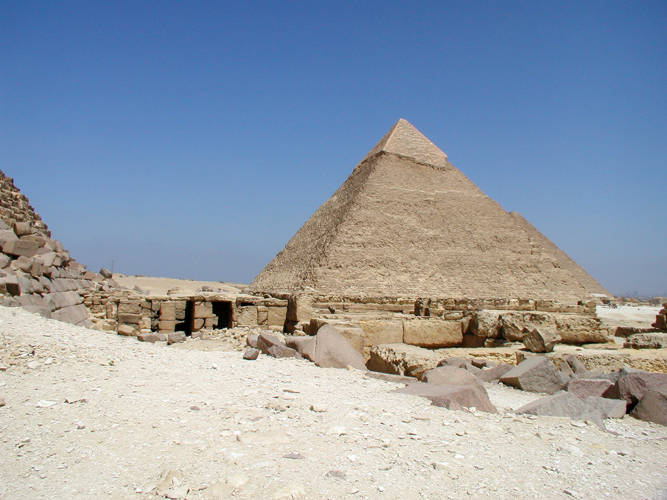
Temple mortuori (o temple alt)
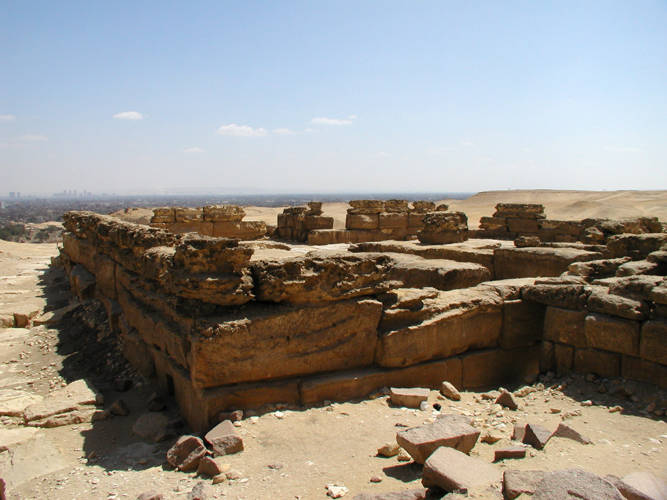
Vista dels blocs monolítics del temple funerari
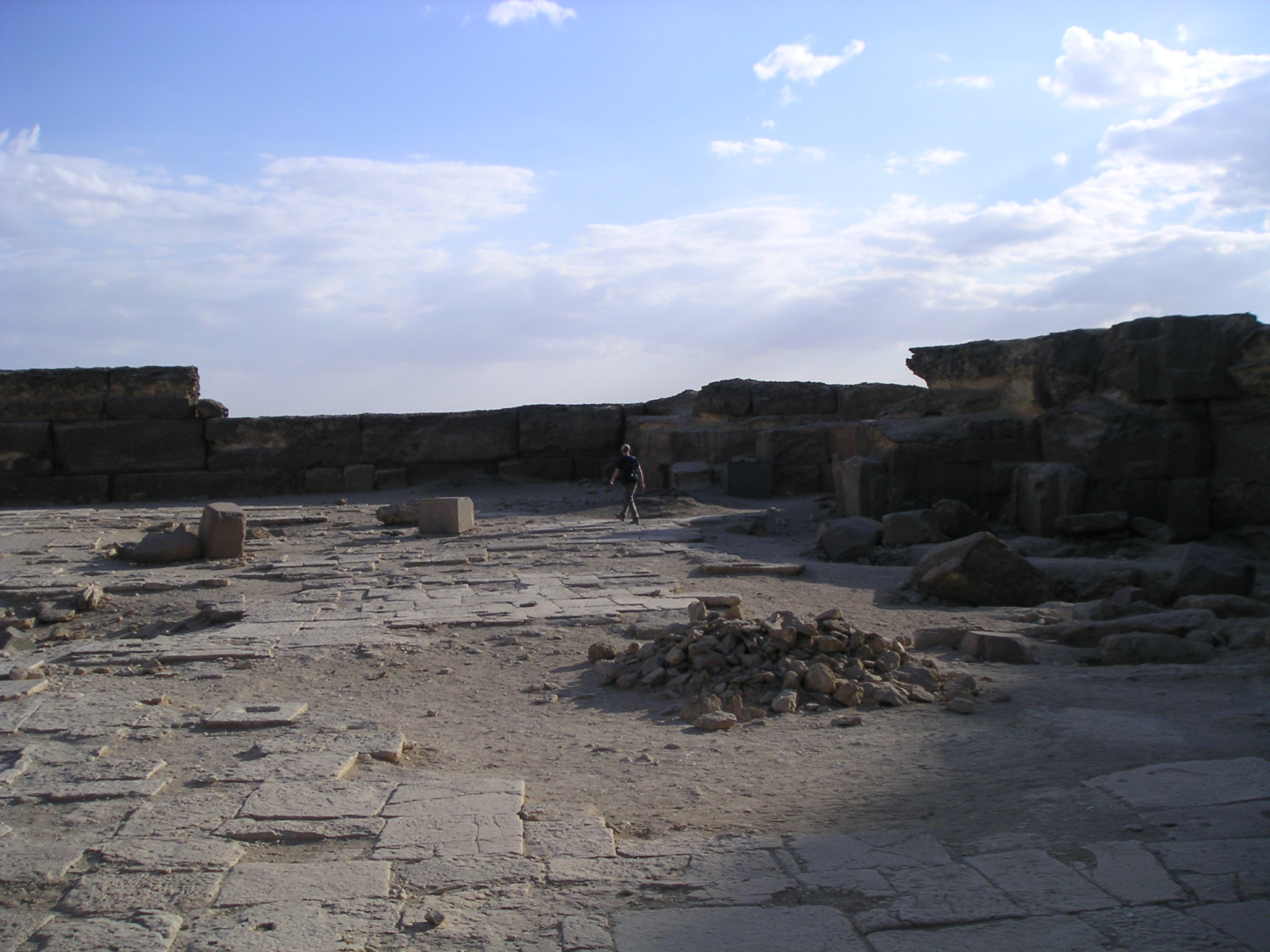
Vista del gran celobert del temple funerari
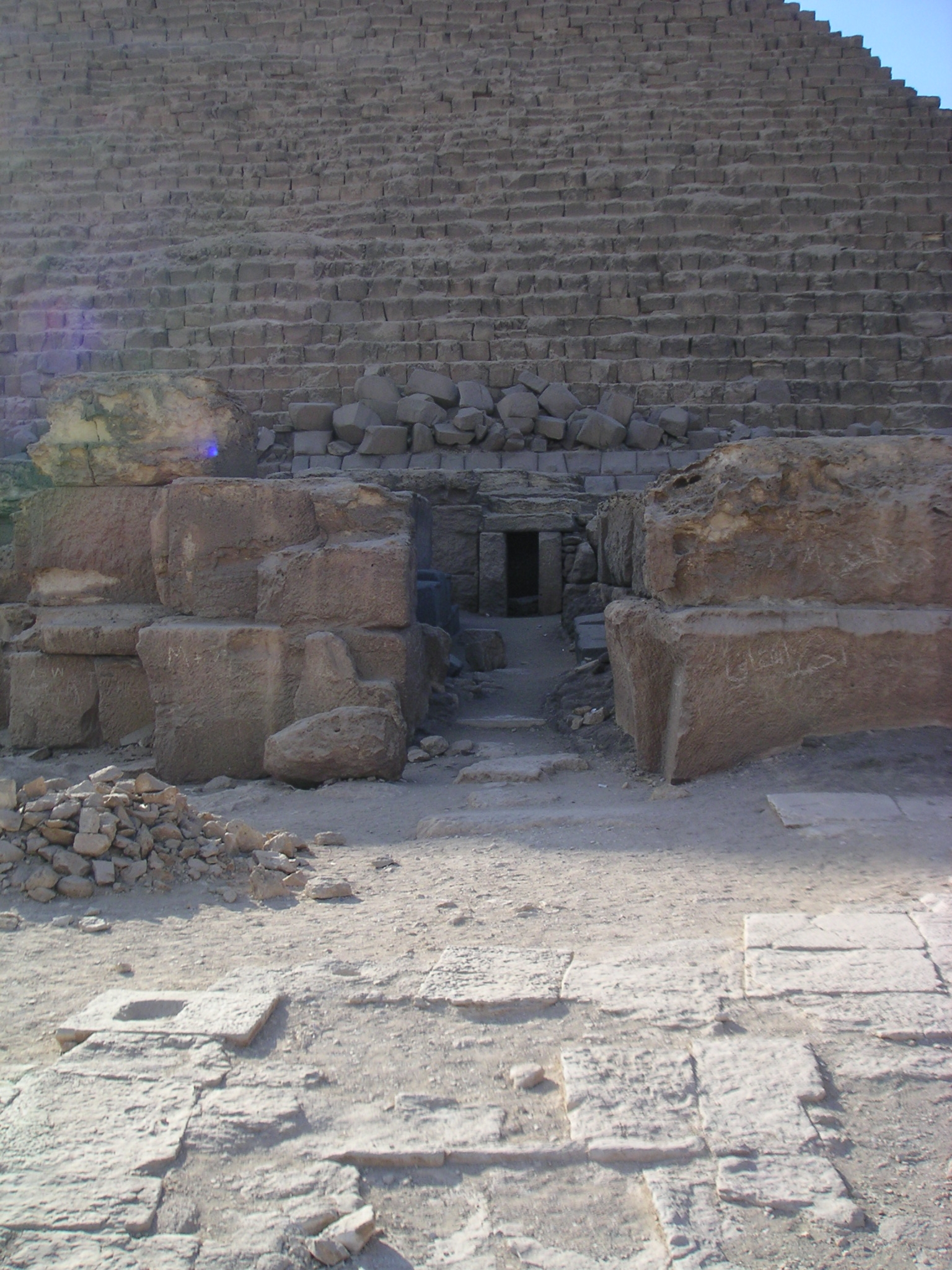
Passadís lateral nord del temple funerari que dona accés a la capella de culte de Menkaure
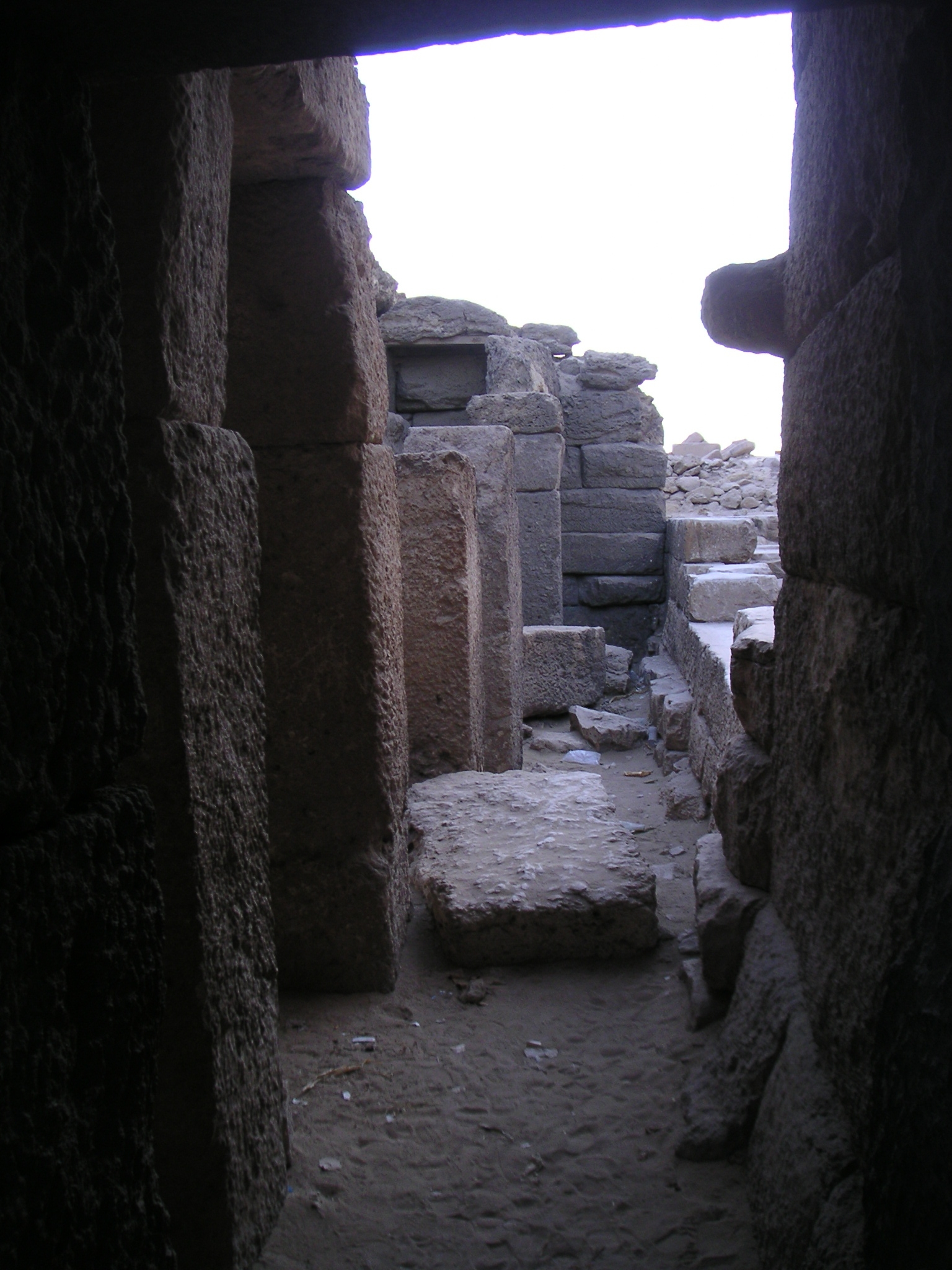
Sala o magatzmems interiors del temple funerari
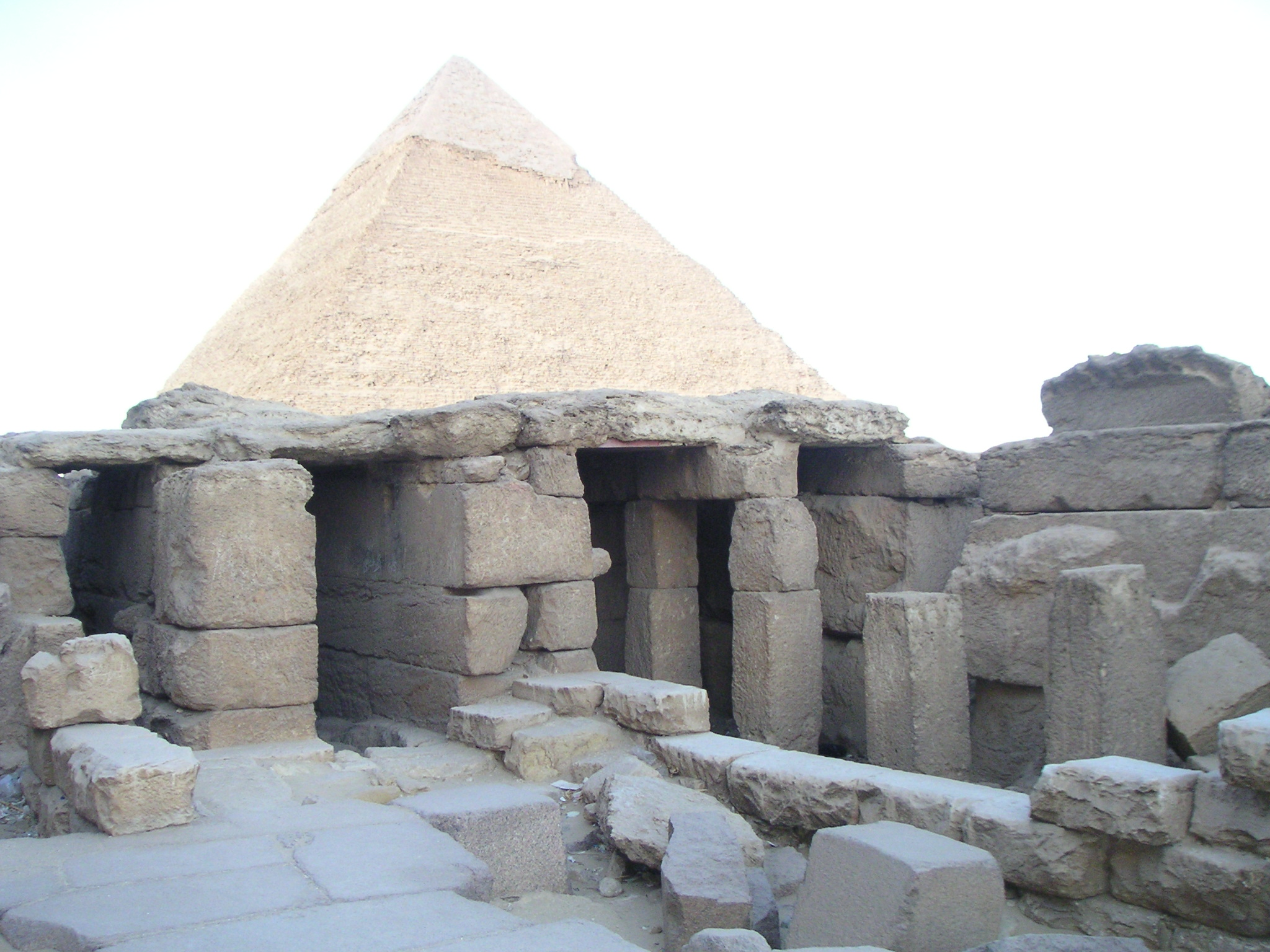
Vista de les sales properes a la capella de culte de Menkaure, a l'oest del seu temple funerari
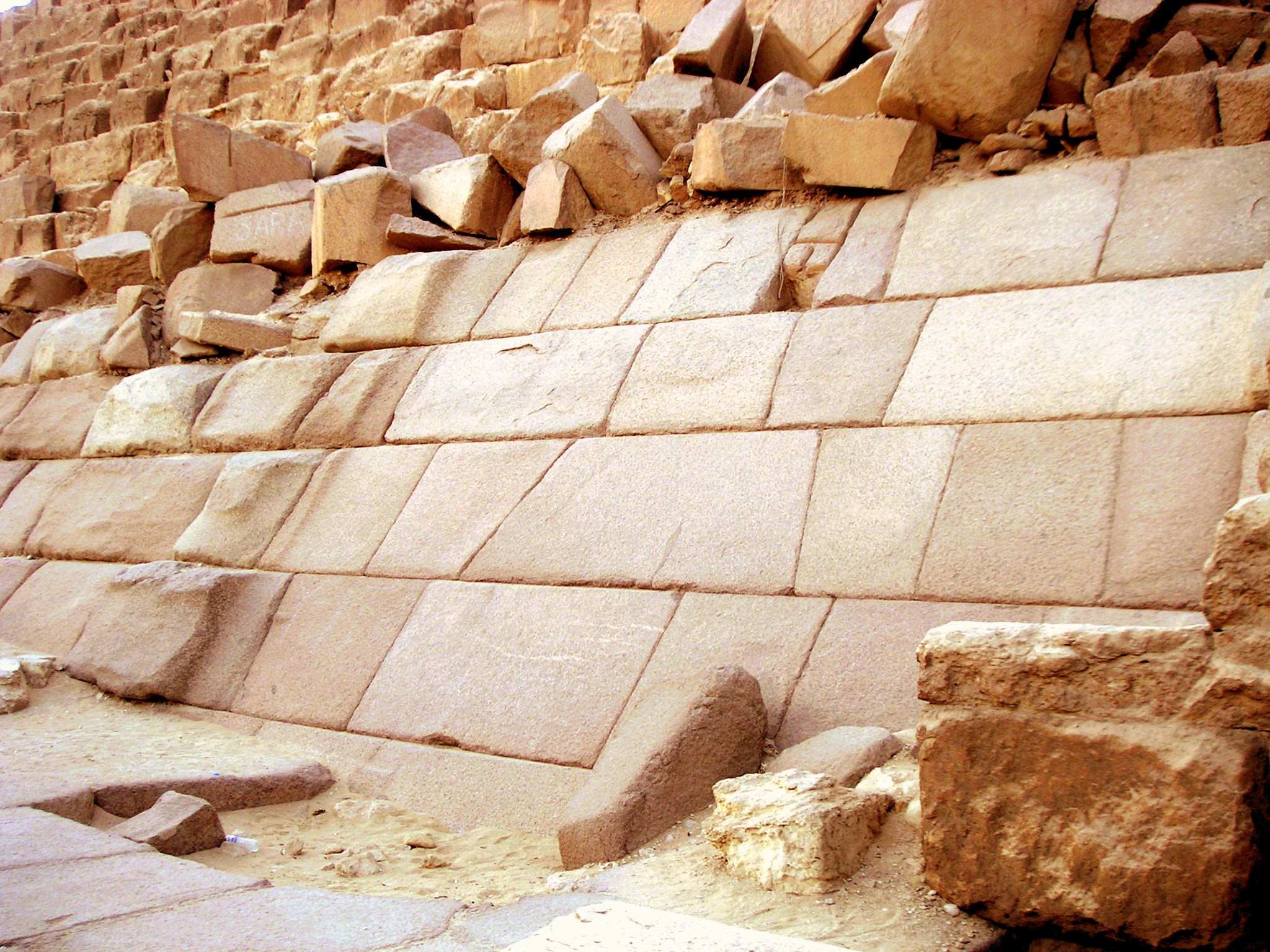
Emplaçament de la capella de culte de Menkaure, enganxada a la cara oest de la piràmide

## La calçada

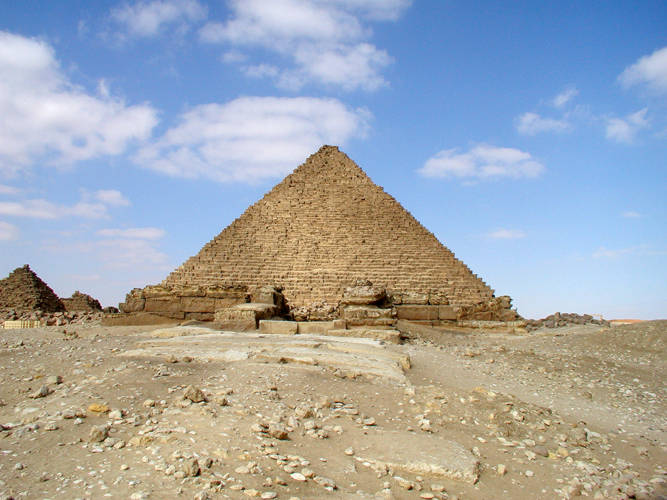
Calçada del complex de Menkaure

De la llarga calçada de sis-cents cinc metres, només en resta l'emplaçament que connectava el temple de la vall del complex de la piràmide al seu temple funerari, unit al períbol de la piràmide del rei.
L'accés a aquesta calçada es feia per dues portes. Una es trobava a l'esplanada del temple de la vall, i la segona al sud de les cambres interiors a l'oest del pati del mateix temple.
Donaven accés a un passadís que vorejava el temple pel seu flanc sud i enllaçava pel seu darrere amb l'eix dentral del complex. Les processons podien, per tant, agafar directament la calçada per pujar vers la piràmide i el seu temple funerari o, un cop realitzades les cerimònies d'ofrenes de purificació al pati del temple de la vall i prenent el passadís perpendicular a l'eix del temple, reprendre la calçada just abans que es bifurqués a la part posterior del temple.
Aquesta calçada probablement mai no fou acabada a causa de la prematura mort del rei. De fet, tot sembla indicar, des de l'inacabament del revestiment de la piràmide, passant per les dues fases de construccions del temple funerari i l'estat de la calçada, que Menkaure no va tenir temps d'acabar el seu complex funerari. És Shepseskaf, el seu successor, qui s'encarrega de completar tot el conjunt utilitzant essencialment maó cru per a les parets que estan per damunt de la calçada.
El llarg passadís desembocava directament al gran cel obert del temple superior, situat en l'eix del monument a través d'un passadís en què el gruix dels fonaments i primers rengles fan suposar que aquesta part va ser dissenyada per suportar grans murs que poguessin suportar grans lloses de cobertura.

## El temple inferior
Pel temple de la vall de Menkaure, els arquitectes del rei havien planejat construir un gran edifici, de pedra calcària i granit, que dominava el port d'acollida del complex funerari. D'acord amb Vito Maragioglio i Celeste Rinaldi que van estudiar el temple i va posar per escrit el seu pla, en el projecte inicial el temple s'obria amb dues portes laterals que donaven a un passadís amb quatre pilars que precedia una sala amb un sostre sostingut per pilars, el costat sud de la qual s'obria en un corredor que anava a parar a la calçada de la piràmide. El pla general recordava llavors el del temple de la vall de la Piràmide de Khefren.
No obstant això, com per a la resta del complex de la piràmide temple de la vall de Menkaure, tot just ha estat esbossat. Els fonaments i les bases del monument encara no estaven acabats quan es va produir el decés del rei, i fou completat llavors per Shepseskaf que, com ja havia fet en el temple superior, en modificà el pla i utilitzà maons per a accelerar-ne l'acabament.
Feu llavors traslladar l'accés de la calçada més al sud i feu crear un gran pati en comptes de les sales amb pilars. A la façana, feu edificar un avant-temple amb una entrada axial a una primera cambra amb un sostre sostingut per quatre columnes, probablement de fusta. Aquesta estança distribuïa al nord i al sud dos corredors amb una sèrie de magatzems destinats a conservar les ofrenes alimentàries donades al temple. El corredor sud s'obre al passadís que condueix a la calçada, rodejant el temple pel seu costat sud i després per l'oest.
La nova part del temple dona accés al gran pati de murs decorats amb nínxols disposats a l'exterior de maó de les parets, com el temple funerari del rei. Aquest pati precedeix la darrera part més occidental del temple, el terra de la qual està aixecat. Consisteix en un conjunt de sales, capelles i magatzems per a albergar les estàtues de culte i tot el necessari per realitzar les ofrenes i ritus quotidians. Aquesta part inferior del santuari té un altre corredor que va a parar a la calçada per una segona porta en el mur sud del temple.
En aquestes sales occidentals, George Andrew Reisner va descobrir, a principis del segle xx, les famoses estàtues que representen el rei, acompanyat per deïtats conegudes comunament com les tríades de Menkaure. En total són cinc els grups d'estàtues que foren descoberts, dels quals quatre estan intactes i un es trobà fragmentat. El rei és acompanyat cada vegada per la deessa Hathor representada dempeus o asseguda, i per una tercera deïtat que personifica els nomós del país, inclosos els de Tebes, Hermòpolis Magna, Abidos i el de Cinòpolis. El cinquè nomós no va poder ser identificat a causa de l'estat fragmentari de l'estàtua. Menkaure es representa de peu, portant la corona blanca de l'Alt Egipte, vestit amb un tapall de cerimònia. Atlètic i eternament jove, adopta l'actitud de la marxa protegida o promoguda pel gest de la deessa Hathor que participa en la resurrecció del rei.

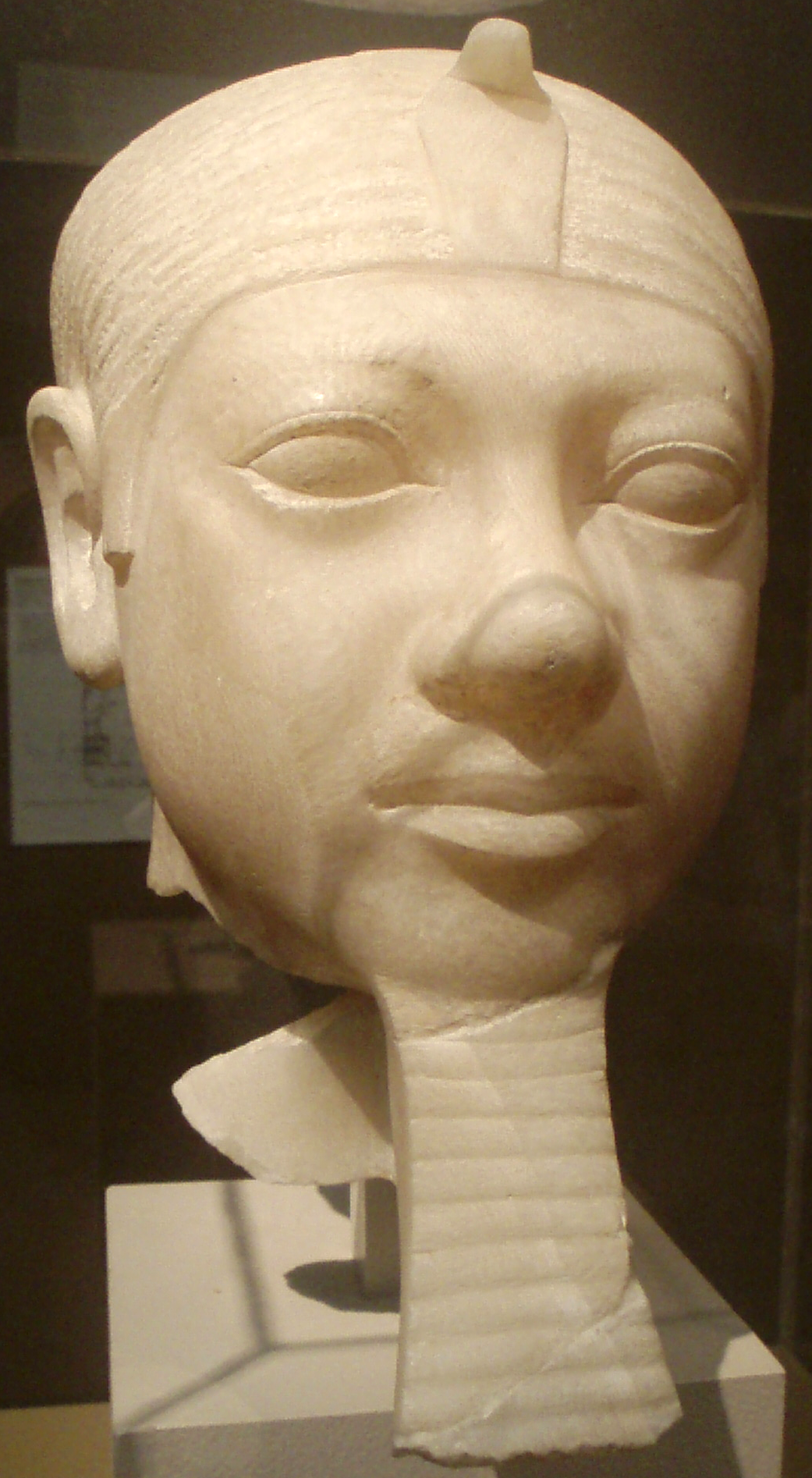
Cap d'una estàtua d'alabastre atribuït a Menkaure

Un sisè grup d'estàtues, aquesta vegada es tracta d'una díada, representa Menkaure en la mateixa actitud i abillat, aquest cop, amb el nemes acompanyat per la seva dona, la reina Khamerernebty II. Altres estàtues del rei, de dimensions més petites, són a poca distància en un dels annexos al nord del temple. Estan assegudes en un tron cúbic d'esquena i al cap hi duen el nemes. Per bé que inacabades, aquests exemplars permeten d'apreciar els mètodes utilitzats pels escultors egipcis per tallar la pedra i donar-li la forma desitjada.
Finalment, també es van desenterrar un o més fragments d'estàtues d'alabastre, entre les quals cal destacar un cap d'un rei amb una perruca curta i rodona amb un uraeus al front. El cap va ser interpretat al principi com un retrat de Shepseskaf, i després com el de Menkaure, després dels estudis comparatius amb altres retrats de rei
Tres dels quatre tríades es conserven intactes al Museu d'Antiguitats Egípcies del Caire. La quarta i la díada, també intactes, la tríada fragmentària, les diferents estàtues inacabades i fragments d'estàtues d'alabastre descoberts al temple estan exposats al Museu de Belles Arts de Boston.
El temple de la vall presenta un estat final que va donar lloc a canvis significatius lligats amb l'ús prolongat dels llocs. Probablement esdevingué el lloc central de culte de la ciutat, que va ser construïda a un nivell inferior de l'altiplà per tal de donar cabuda als diversos oficis reunits per als projectes reals que durant gairebé un segle es van succeir a Guiza.
L'esplanada del temple va ser transformada en un primer pati, l'accés del qual es troba al nord per una sala de quatre columnes que dona a la ciutat dels sacerdots que s'havia desenvolupat a prop, sota la tomba de la reina Khentkaus I.
Després dels danys causats per una catàstrofe natural al bell mig de la dinastia VI d'Egipte, el temple fou reconstruït en un pla més simple, isolant-lo de la resta del complex funerari del rei. Així doncs, a poc a poc, fou envaït per habitatges al primer període intermedi a causa de l'exoneració d'impostos del qual en gaudien els recintes sagrats des de l'Antic Imperi. Es va desenvolupar tota una aglomeració al mateix recinte del temple, amb cases atapeïdes les unes contra les altres. El recinte també tenia forns i sitges de grans, carrers estrets i sinuosos que arribaven fins al peu del pòrtic occidental del temple que es mantingué amb activitat durant un temps.
El conjunt fou finalment abandonat poc abans de l'Imperi Mitjà i lliurat als picapedrers que, des de l'antiguitat, s'endugueren els materials més fins, com els elements de pedra calcària o de granit, mentre que les parets de maons o els elements de fusta s'esborraren amb els segles.

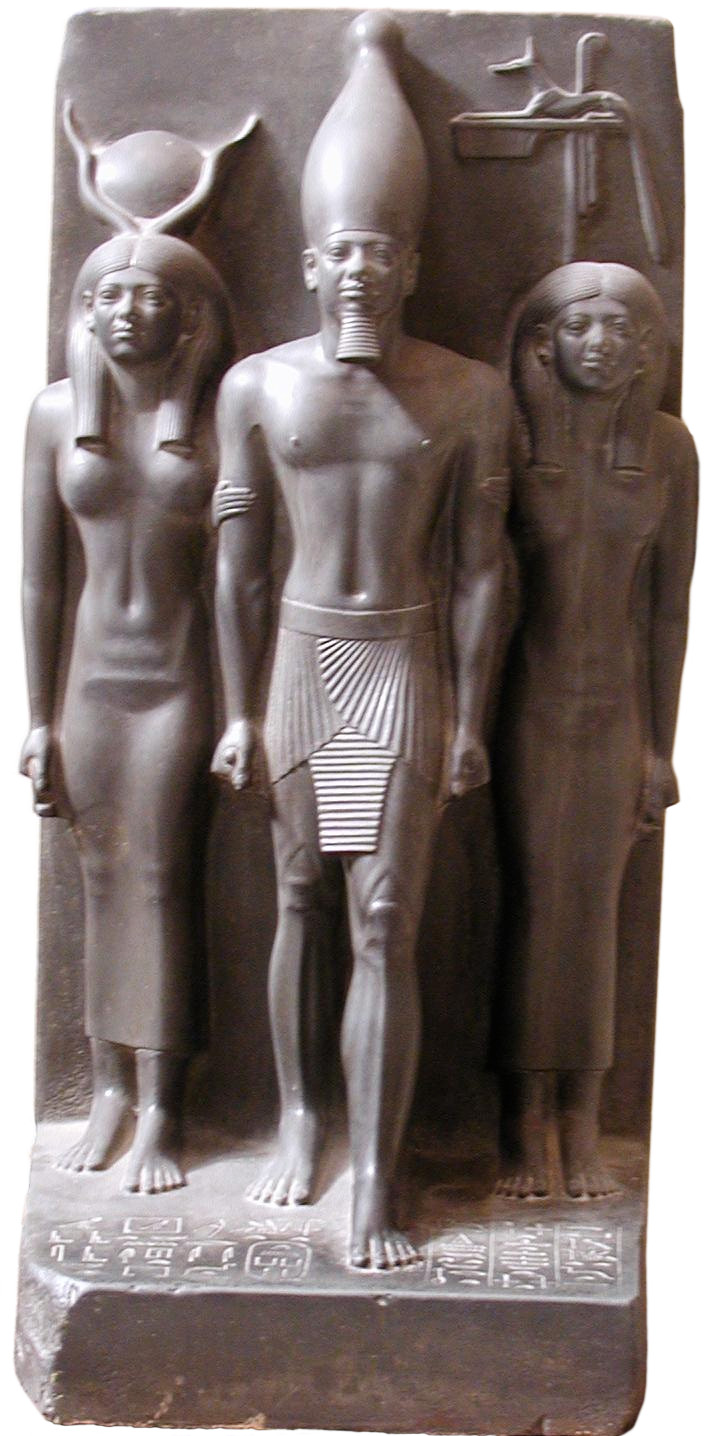
Menkaure flanquejat per la deessa Hathor a la seva dreta i pel nomós de Cinòpolis a la seva esquerra
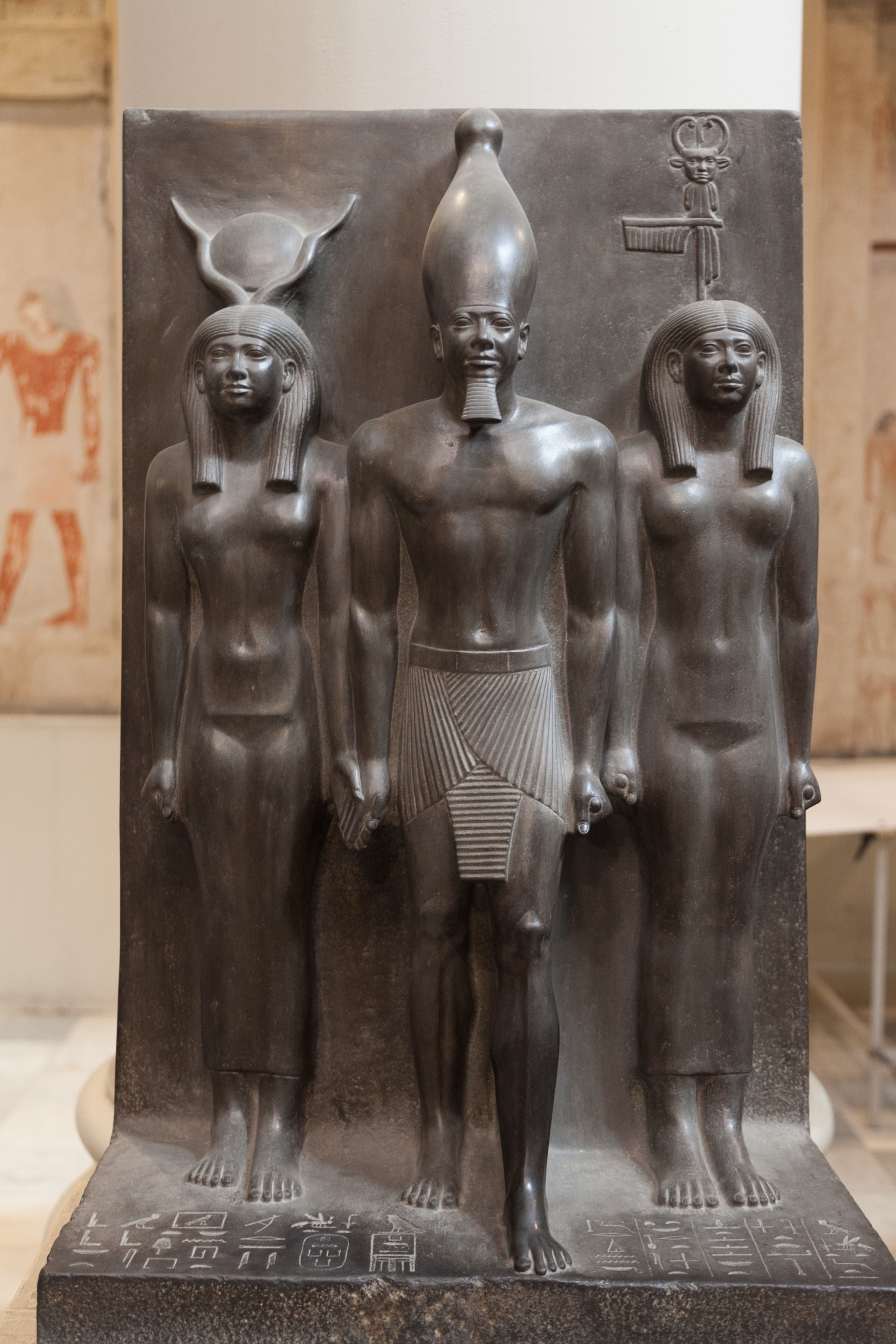
Menkaure flanquejat per la deessa Hathor a la seva dreta i pel nomós d'Abidos a la seva esquerra
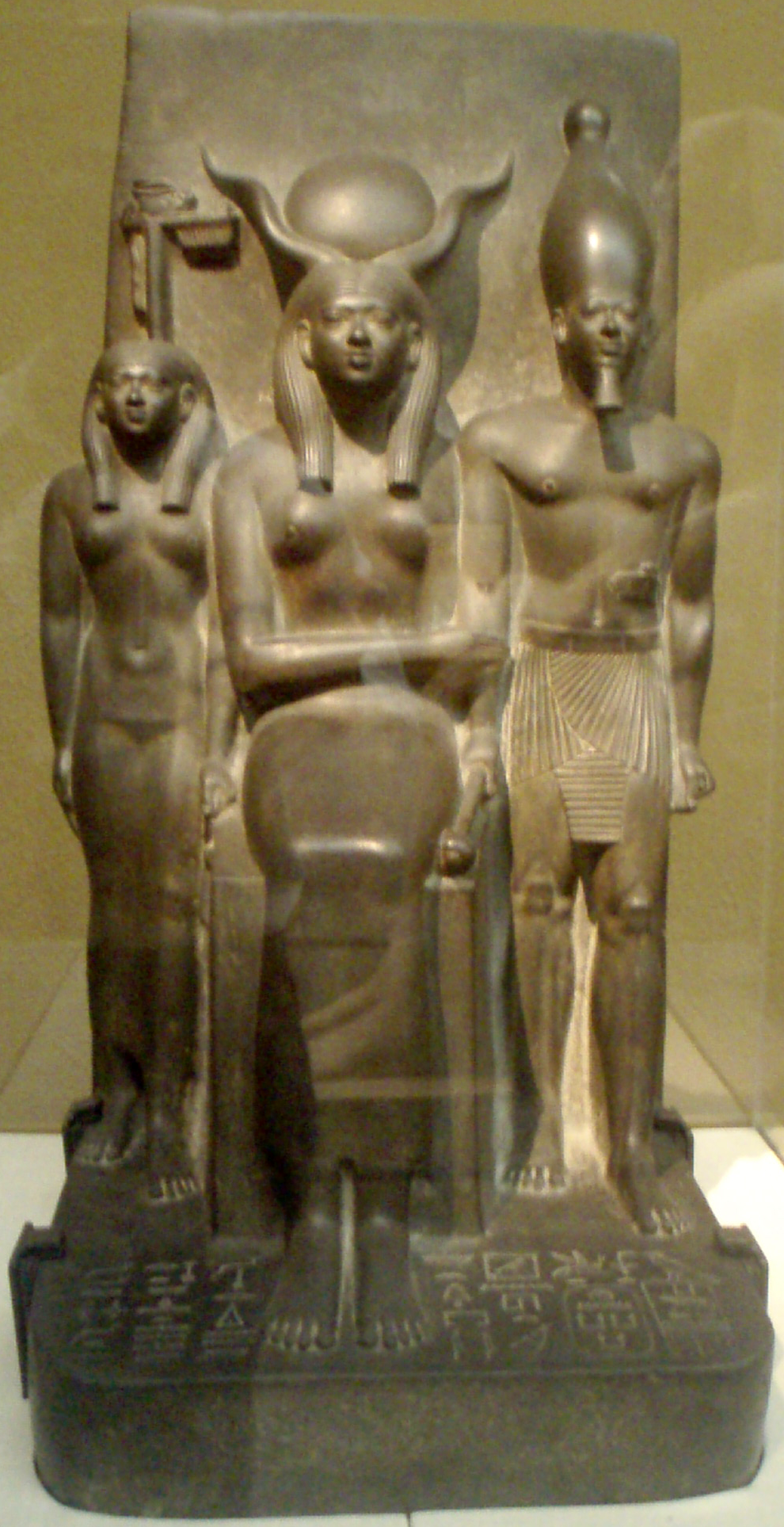
Menkaure acompanyat per la deessa Hathor asseguda a la seva esquerra i pel nomós d'Hermòpolis Magna
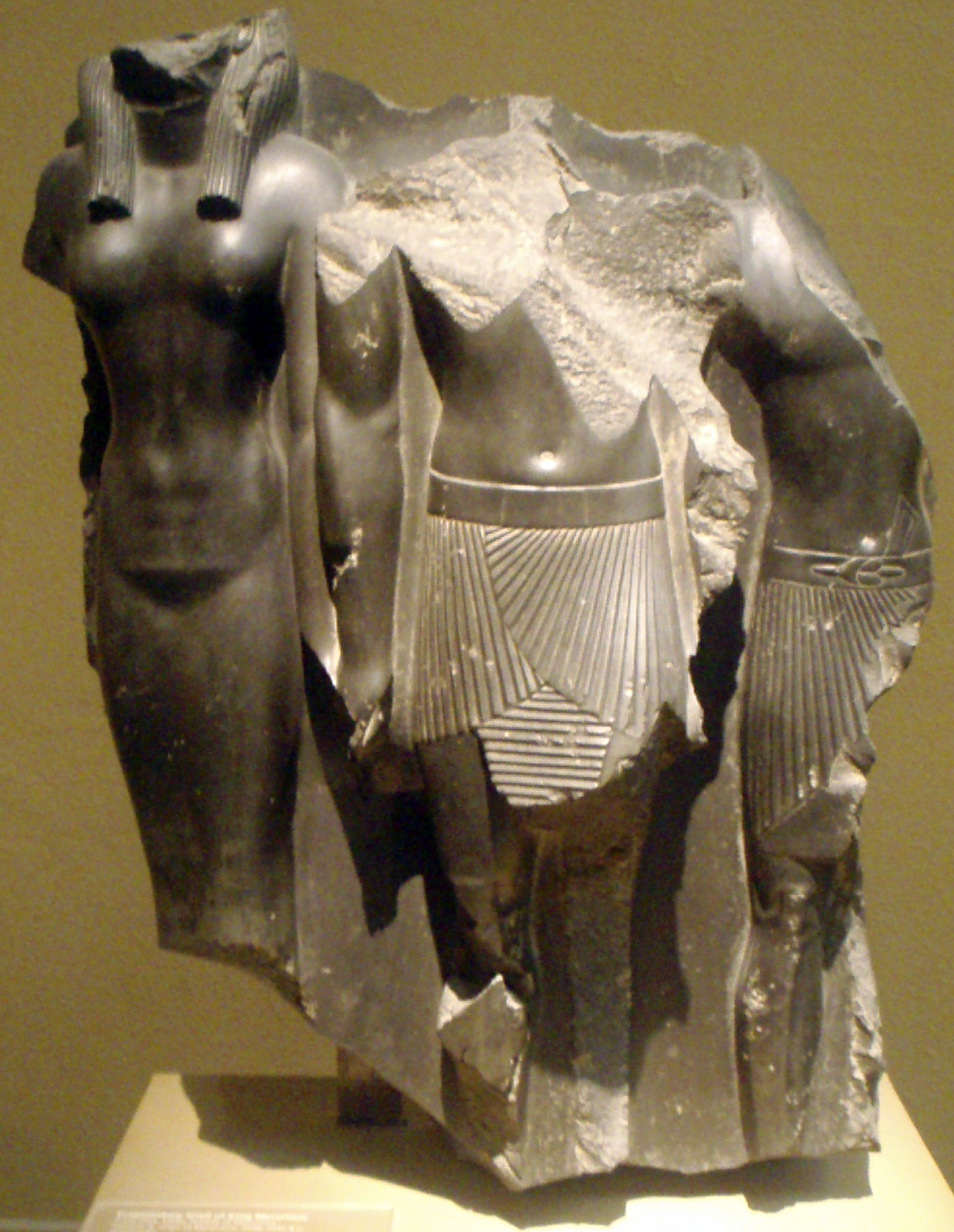
Tríada fragmentària de Menkaure acompanyat d'una deessa, probablement Hathor, i per un nomós desconegut
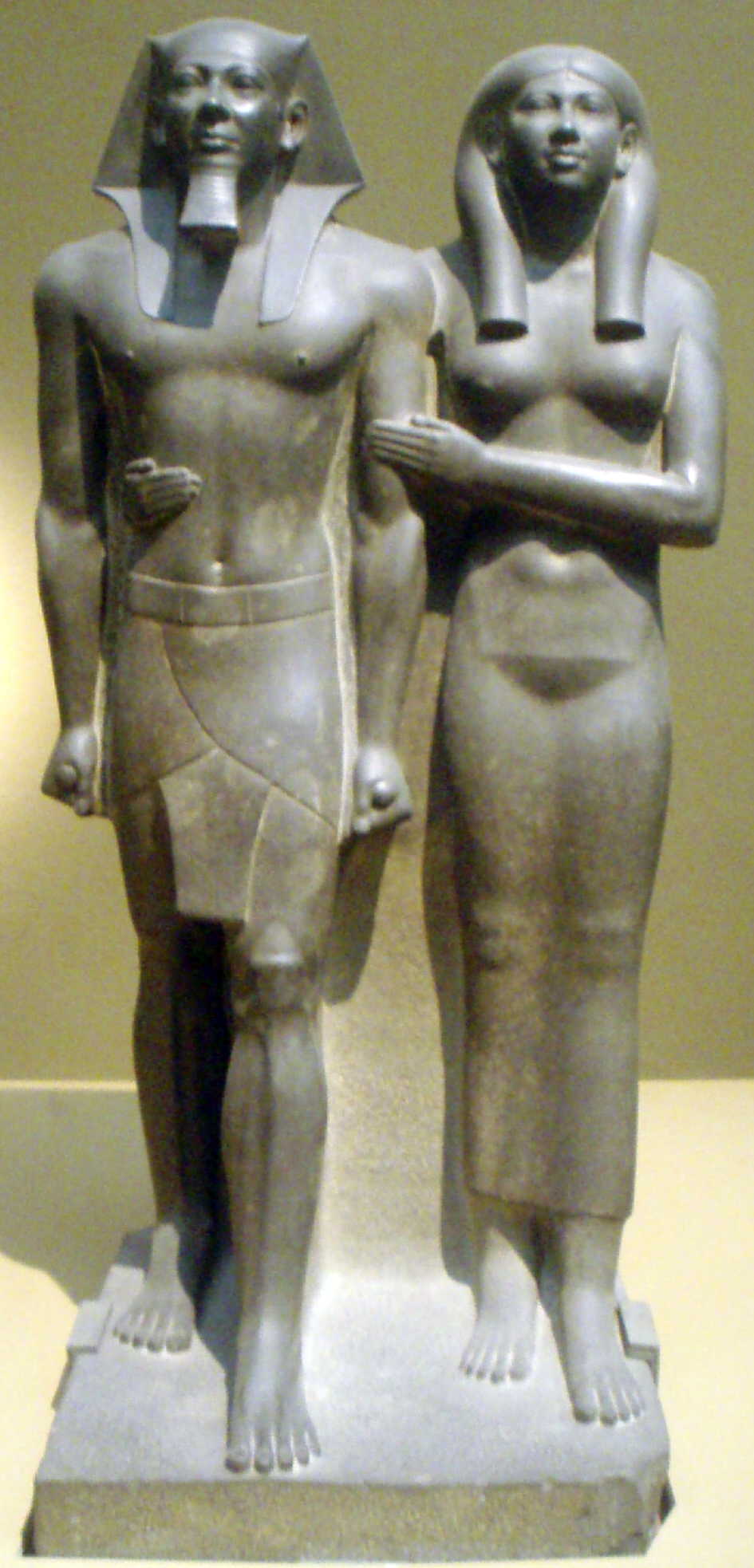
Díada de Menkaure i de Khamerernebty II
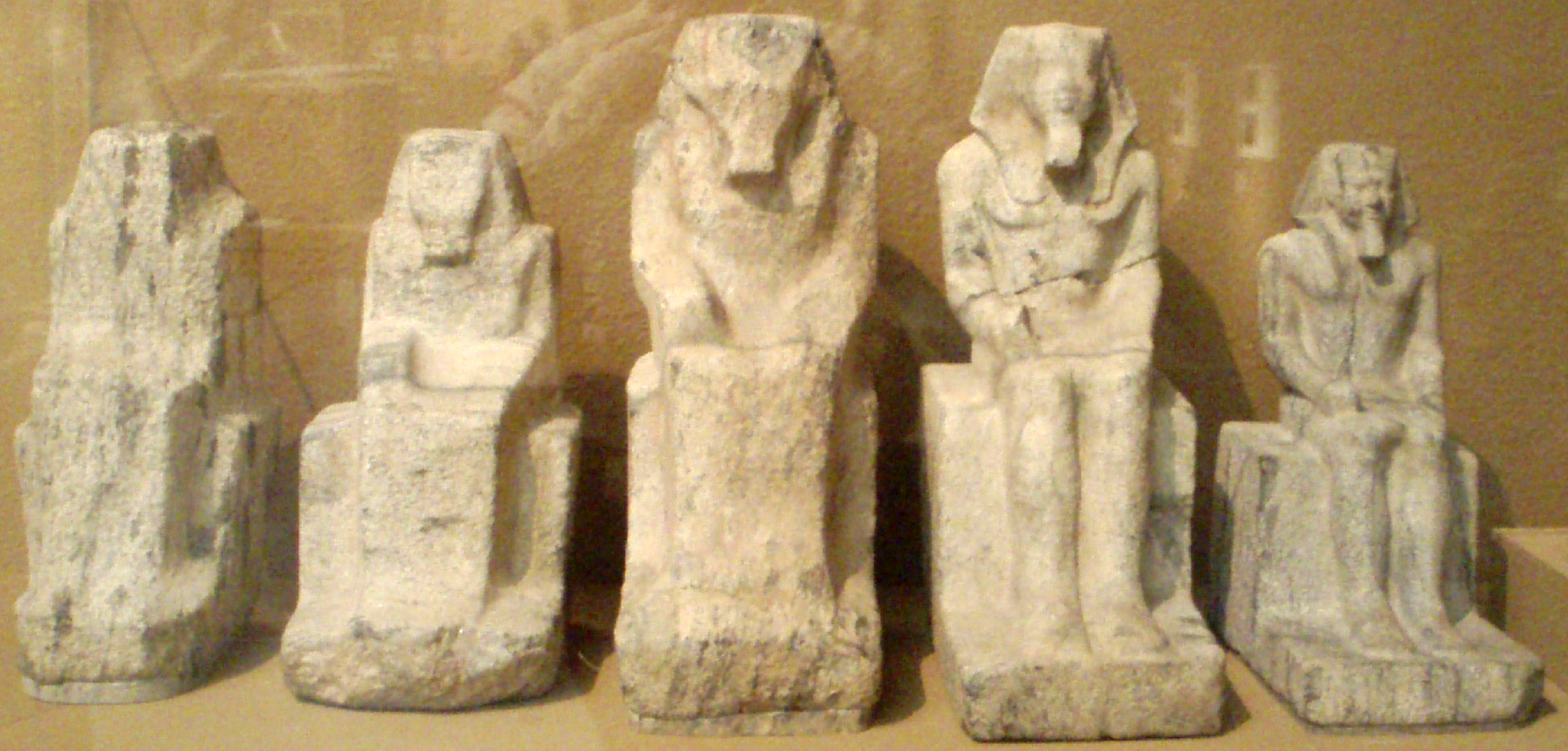
Estàtutes inacabades de Menkaure descobertes al temple funerari de la vall
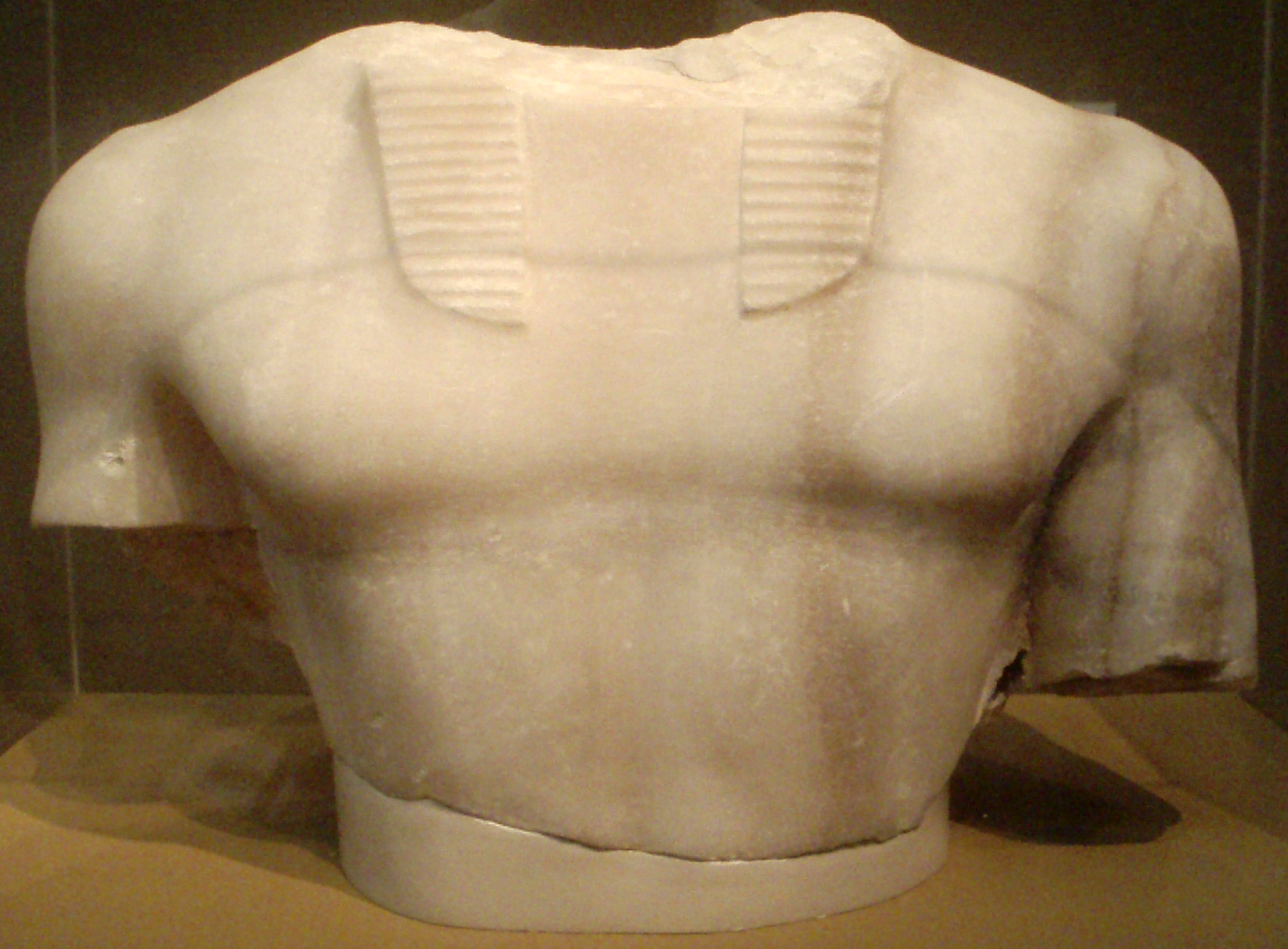
Tors d'una estàtua d'alabastre atribuïda a Menkaure
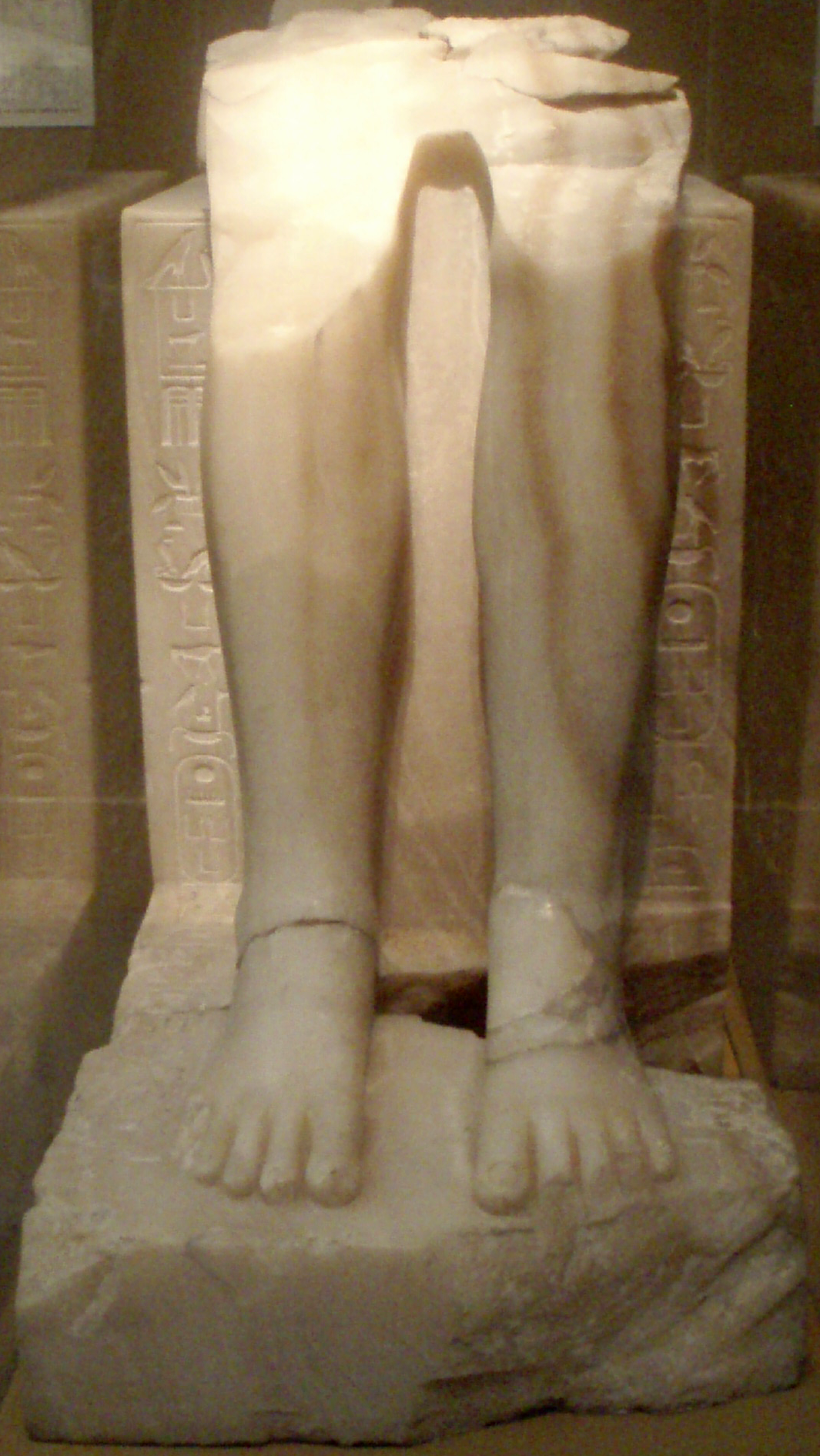
Part inferior d'una estàtua d'alabastre de Menkaure

## Les piràmides satèl·lits
Al sud de la piràmide del rei es troben tres piràmides satèl·lits alineades d'est a oest, respectivament, identificades als plans de la necròpolis G3a, G3b i G3c.
Cadascuna d'elles està dotada d'un petit temple de culte situat contra llur cara est.
La primera piràmide (G3a) és una piràmide de cares llises, el pendent de la qual és de 52° 15′ i la base de 44 metres. S'elevava 
inicialment a poc més vint-i-vuit metres d'alçada i les seves quatre cares estaven recobertes amb fina pedra calcària de Tura, la qual li seria arrabassada posteriorment durant molt de temps. En la seva cara nord té una entrada que dona a una rampa que condueix, després d'haver travessat un replà d'una cambra subterrània en la qual s'hi va trobar un sarcòfag de granit. El temple funerari accessible des de l'angle nord-oest del petit complex piramidal està, de tota manera, orientat d'est a oest. Té un gran celobert i una part coberta que comprèn una sèrie d'estances destinades al culte com al temple funerari del rei, del qual sembla una reproducció a petita escala.
Aquest conjunt ha estat interpretat de diverses maneres. El més comú és considerar-lo com la piràmide del Ka del complex piramidal de Menkaure. Tanmateix, el descobriment del sarcòfag en la cambra subterrània i la presència d'un temple de culte adossat a la cara est són indicacions serioses a l'hora d'identificar una sepultura de reina. Segons George Andrew Reisner, es tracta de la sepultura de la reina Khamerernebty II. El debat quant a la funció d'aquesta piràmide resta tanmateix obert, car hi ha una altra sepultura, descoberta a Guiza, que és atribuïda a la reina.
Les altres dues piràmides són piràmides esglaonades i llurs temples més estrets a causa del poc espai disponible entre cada monument. Estan orientades cap al nord, vers la piràmide del rei. Cadascuna posseeix igualment un conjunt de rampes accessibles des de les cares nord de les piràmides que condueixen a petites cambres excavades en la roca. L'excavació de la piràmide G3b ha permès de retrobar un sarcòfag en el qual hi havia les restes d'una dona jove. No hi ha cap inscripció que ens permeti d'identificar a qui pertanyien aquests ossos. Tanmateix, una marca de picapedrer en un cartutx de Menkaure, descoberta en una de les lloses que cobreixen la cambra funerària, testimonia que el picapedrer d'aquesta piràmide va començar quan el regnat del rei ja estava ben avançat i formava part integrant del pla del complex. El seu aspecte inacabat de piràmide esglaonada s'explica certament per la interrupció de les obres amb la mort del rei.
La tercera piràmide per analogia és considerada igualment com una piràmide de reina inacabada. La seva exploració, tanmateix, no ha permès descobrir cap sarcòfag. Presenta, no obstant això, un aspecte més degradat per causa d'una temptativa de destrucció iniciada durant la Campanya napoleònica d'Egipte i Síria. En tractar d'estudiar mitjançant el seu desmantellament, l'edificació de les piràmides, els estudiosos de l'època perforaren doncs la pedra i travessaren el monument de banda a banda, amb l'esperança vana de descobrir cambres secretes. Aquestes feines de destrucció s'aturaren amb el fracàs l'expedició de Bonaparte derrotat per la intervenció de turcs i anglesos.
Aquestes dues darreres piràmides, a hores d'ara, es mantenen com a anònimes.

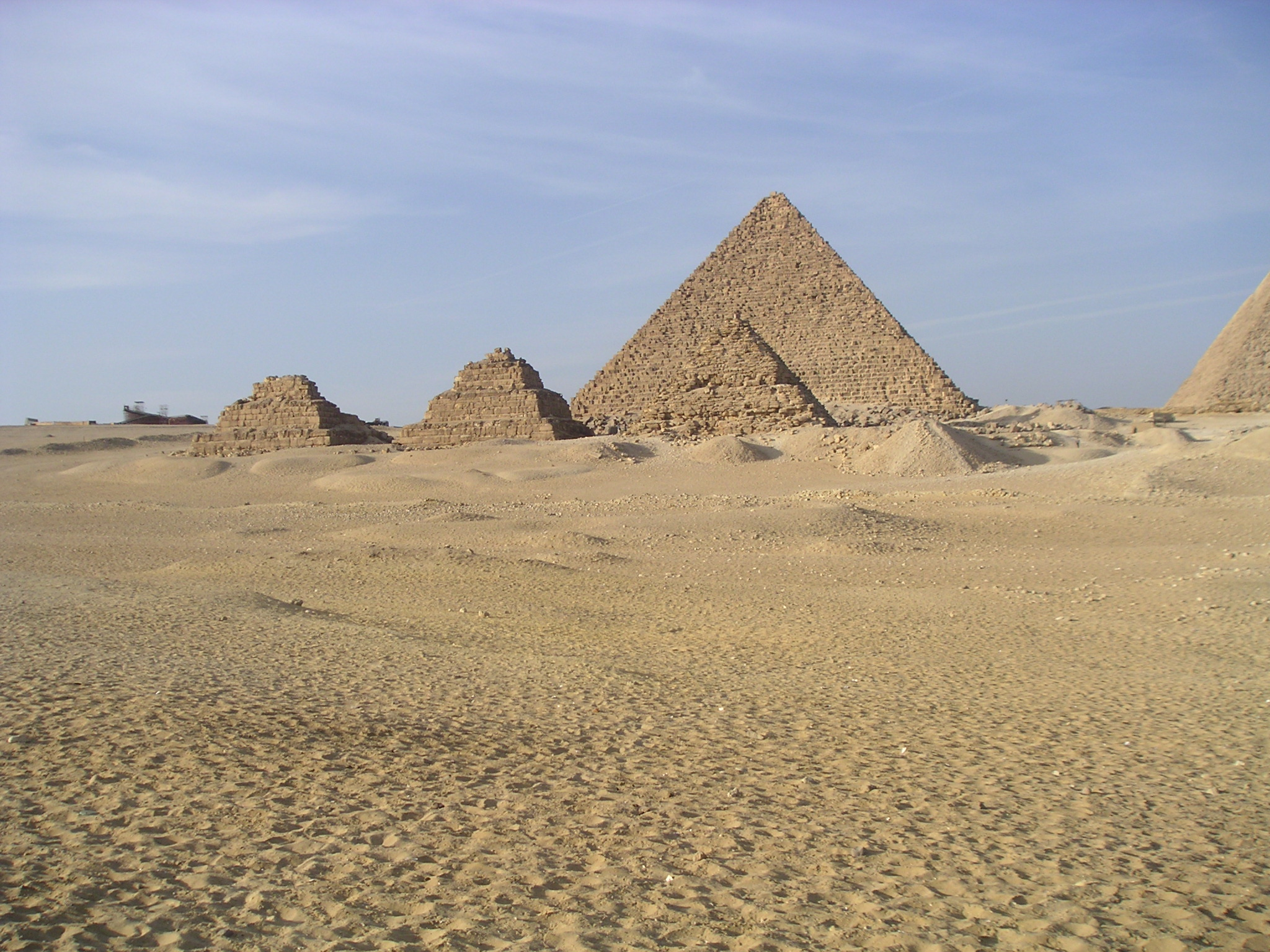
La piràmide de Menkaure i les tres piràmides de les reines vistes des de l'altiplà sud de Guiza
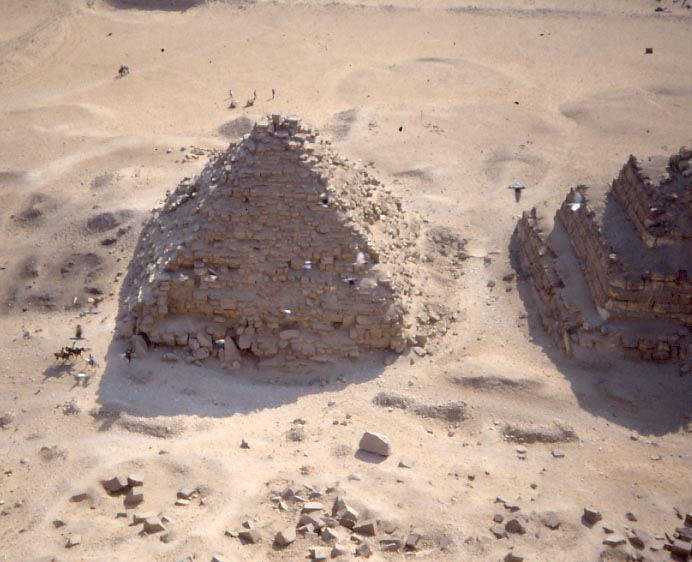
Piràmide satèl·lit o piràmide de reina G3a
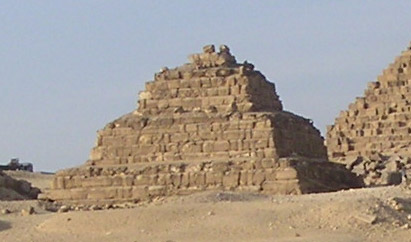
Piràmide de reina G3b
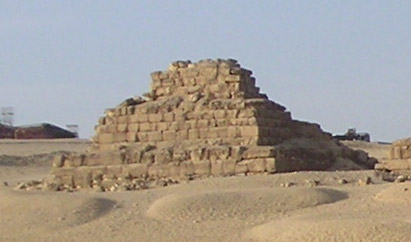
Piràmide de reina G3c

## Exploracions i excavacions
- Segle XII: el sultà Al-Aziz Uthman ibn Salah-ad-Din ordena la perforació de la cara nord de la piràmide a i efecte de descobrir-ne, sense èxit. Començament de l'explotació del revestiment calcari de la piràmide i probable descobriment de l'entrada de la piràmide que comportarà el seu últim pillatge.
- 1835: visita i exploració del lloc per Giovanni Battista Caviglia, John Shae Perring i Richard William Howard Vyse. Descobriment per part d'aquest últim en 1837 de l'entrada de la piràmide: exploració de les sales internes de la piràmide i descobriment del sarcòfag del rei.
- 1880: exploració del lloc per William Matthew Flinders Petrie.
- 1906: començament de les excavacions del complex per George Andrew Reisner que continuaran fins al 1924. Descobriment de les estàtues de Menkaure.
- Estudi del lloc i esquemes escrits dels temples funeraris i de la vall del complex piramidal per Vito Maragioglio i Celeste Rinaldi.
- 1988: represa de les excavacions per Mark Lehner i descobriment el 2000 de la vila de la piràmide al sud-est del temple de la vall de Menkaure.